# Campina Grande
Campina Grande é um município brasileiro no estado da Paraíba. Considerada um dos principais polos industriais da Região Nordeste e um dos maiores centros tecnológicos da América Latina, foi fundada em 1 de dezembro de 1697, tendo sido elevada à categoria de cidade em 11 de outubro de 1864. Pertence à Região Geográfica Imediata de Campina Grande e à Região Geográfica Intermediária de Campina Grande. De acordo com o Censo de 2024 do IBGE, sua população é de 440 939 habitantes, sendo a segunda cidade mais populosa da Paraíba, e sua região metropolitana, formada por dezenove municípios, possui uma população estimada em 651 619 habitantes.
Distante 128 quilômetros da capital estadual, João Pessoa, Campina Grande é um importante centro universitário, contando com vinte e uma universidades e faculdades, sendo três delas públicas. E também é a cidade com proporcionalmente o maior número de doutores do Brasil, 1 para cada 590 habitantes, seis vezes a média nacional.  Além de ensino superior, o município é destaque também em centros de capacitação para o nível médio e técnico. Também possui o segundo maior PIB entre os municípios paraibanos, representando 15,63% do total das riquezas produzidas na Paraíba. Uma evidência do desenvolvimento da cidade nos últimos tempos é o ranking da revista Você S/A, no qual Campina Grande aparece como uma das 100 melhores cidades para se trabalhar e fazer carreira do Brasil, única cidade do interior entre as capitais escolhidas no país. O município é ainda considerado a cidade mais dinâmica do Nordeste e a 6ª mais dinâmica do Brasil segundo "A Gazeta Mercantil" e foi apontada como uma das 20 metrópoles brasileiras do futuro.
O município sedia ainda variados eventos culturais, destacando-se os festejos de São João, que acontecem durante todo o mês de junho (chamado de "O Maior São João do Mundo"), Festival Internacional de Música (FIMUS), Festival Internacional de Jazz (FIMUS Jazz), encontros religiosos como o Encontro da Nova Consciência (ecumênico), o Encontro para a Consciência Cristã (cristão) e o CRESCER (Encontro da Família Católica) realizados durante o carnaval,  além do Festival de Inverno e vários outros eventos.

## História
A urbanização do município tem um forte vínculo com suas atividades comerciais desde os primórdios até hoje.  Primeiramente o município foi lugar de repouso para tropeiros, em seguida se formou uma feira de gado e uma grande feira geral (grande destaque no Nordeste). Posteriormente, o município deu um grande salto de desenvolvimento devido às atividades tropeiras e ao crescimento da cultura do algodão, quando Campina Grande chegou a ser a segunda maior produtora de algodão do  mundo. Atualmente, o município tem grande destaque no setor de informática e desenvolvimento de softwares. Abaixo,  seguem-se as etapas da urbanização do município de Campina Grande, passando pelos estados de "sítio", vila e município. Os estrangeiros deram forte contribuição ao desenvolvimento do Município, destacando-se os árabes, alemães, italianos e dinamarqueses, que influenciaram a política durante 20 anos no século XX.

### Ocupação pelo povo indígena Ariús

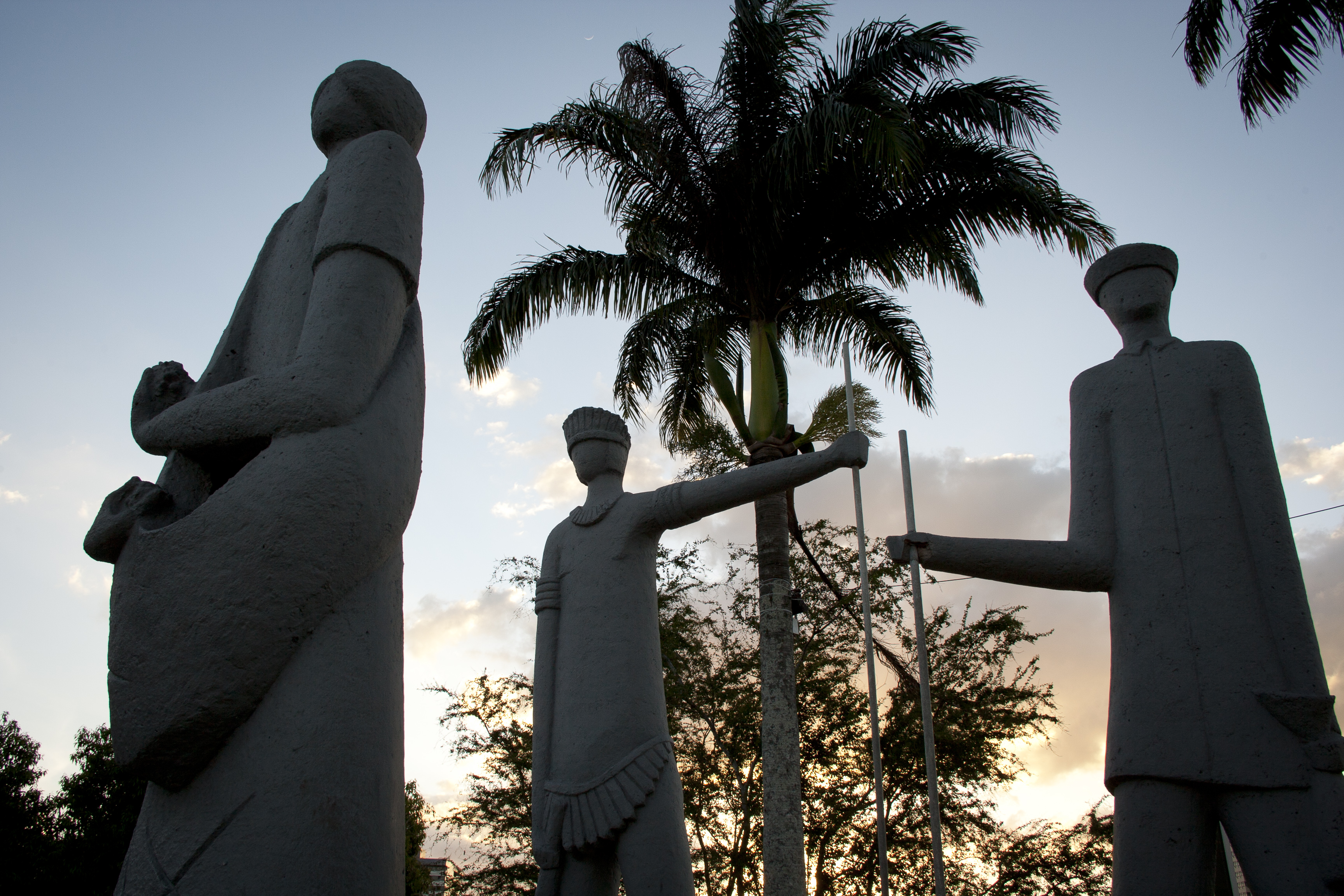
Monumento "Os Pioneiros da Borborema".

Normalmente a origem de Campina Grande é creditada à ocupação pelos indígenas Ariús no sítio de Campina Grande, liderados  por Teodósio de Oliveira Lêdo, Capitão-mor dos Sertões, em 1 de dezembro de 1697. Entretanto, alguns autores não concordam com  essa versão, sugerindo que o local já era povoado (com o nome de  Campina Grande) na  chegada de Teodósio com os Ariús. O Capitão-mor teria, nessa última versão, consolidado o povoado (que já encontrava-se povoado) e seu desenvolvimento, integrando o sertão com o litoral, levando em consideração que o posicionamento geográfico de Campina Grande é privilegiado, sendo passagem dos viajantes do oeste para o litoral paraibano.
Em 1750, Campina Grande é elevada a freguesia Nossa Senhora dos Milagres. Posteriormente, o Governo da Capitania de Pernambuco propõe a criação de três vilas no Cariri paraibano. Em 1769, Antônio Felipe Soares de Andrade Preterades resolve homenagear a Rainha de Portugal, D. Maria I, nomeando o local de Vila Nova da Rainha, e estabelecendo a primeira rua do núcleo urbano, com casas de taipa. A igreja construída no alto da ladeira deu origem a várias casas em seus arredores, no que é atualmente a Catedral de Campina Grande. O largo da Matriz, a rua onde foi construída a igreja, posteriormente tornou-se uma das ruas mais importantes da cidade: a Avenida Floriano Peixoto. A economia do povoado era sustentada pela feira das Barrocas, por onde passavam vários boiadeiros e tropeiros.
Assim, devido ao progresso comercial alcançado, aos poucos o povoado evoluiu a vila. À época de seu surgimento, poucas povoações de relevo existiam na Paraíba, a exemplo: Alhandra, Jacoca, Baía da Traição e Cabedelo, no Litoral; Monte Mor, Taipu e Pilar, na região da Várzea; Boqueirão, no Cariri; e Piranhas e Piancó, no Sertão.

### Surgimento da vila
No fim do século XVIII, a Coroa pretendia criar novas vilas na província. Nesta época, a província da Paraíba era sujeita à de Pernambuco, cujo governador era D. Tomás José de Melo. Em 1769, o ouvidor da província da Paraíba, Antônio F. Soares, pediu ao governador de Pernambuco a criação de três vilas na capitania. Duas dessas vilas o ouvidor criaria em Caicó e em Açu, onde já havia povoamentos que, nesta época, faziam parte da Capitania da Paraíba. A outra, pretendia criar na região do Cariri, que compreendia parte do que hoje são a Microrregião do Cariri Oriental e do Cariri Ocidental. Campina Grande e Milagres eram as duas freguesias candidatas a virarem vila que estavam naquela região.
Assim, em abril de 1790, Campina Grande foi escolhida pelo Ouvidor Brederodes para se tornar vila, devido à suas terras cultivadas produzirem mais riquezas e principalmente devido à sua melhor localização, estando entre a capital no litoral e o sertão.
No dia 6 de abril, Campina Grande passou a ser chamada oficialmente de Vila Nova da Rainha, em homenagem à Rainha Dona Maria I. Apesar da mudança de nome, os habitantes locais continuaram a chamar o lugar de Campina Grande, e somente em textos oficiais e formais o nome Vila Nova da Rainha era utilizado. A cadeia de Campina Grande foi construída em 1814, no largo da  Matriz (atual Avenida Floriano Peixoto). Este prédio hoje em dia é o Museu Histórico e Geográfico de Campina Grande.
Assim, Campina Grande alcançou a categoria de vila em 1790. A vila então possuía câmara municipal, cartório e pelourinho. Entretanto, a Vila Nova da Rainha não despertou grande interesse da província e crescia ainda muito lentamente: depois de oito anos criada a vila, possuía pouco mais de cem casas com apenas três mil habitantes. O território ocupado por Campina Grande era bastante abrangente: compreendia o Cariri (a não ser por Serra do Teixeira),  parte do Agreste, parte do Brejo, abrangendo os  povoados de Fagundes, Boqueirão, Cabaceiras, Milagres, Timbaúba do Gurjão, Alagoa Nova, Esperança, Areial, Montadas, Pocinhos, Puxinanã, Marinho, e outros, ao todo  somando um território de mais de 900 km².
Em 1852 a população da Vila já era de 17 900 pessoas. Mas em 1856, uma epidemia matou cerca de 1550 pessoas do lugar, diminuindo quase 10% de sua população, chegando aos corpos ficarem sem espaço para serem sepultados nas igrejas.

### O município
Em 11 de outubro de 1864, de acordo com a Lei Provincial nº 127, Campina Grande se eleva à categoria do município. Neste momento, a Paraíba tinha dezesseis vilas e mais seis cidades: Parahyba (atual João Pessoa), Mamanguape, Areia, Sousa e Pombal.

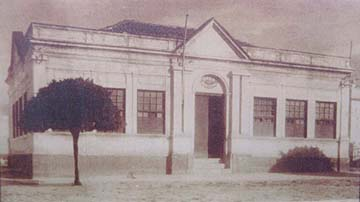
Antigo Paço Municipal, demolido em 1942

O município  de Areia, que se tornou município já em 1846, havia se tornado a mais destacada da Paraíba, fora a capital, tanto econômica, social e politicamente. Além disso, Areia tinha  grande influência cultural e intelectual. Embora Campina Grande não fosse tão bem edificada quanto Areia, não era menor que ela. Na época, o município de  Campina Grande tinha três largos, quatro ruas e cerca de trezentas casas. Possuía, ainda, duas igrejas: a da Matriz (hoje a  Catedral) e a Igreja Nossa Senhora do  Rosário, que veio a ser destruída  mais tarde pelo prefeito Vergniaud Wanderley (hoje  existe outra  igreja com o mesmo nome). Possuía também uma cadeia e uma Câmara  Municipal, o Paço Municipal, dentre outras construções.
Apesar de todo o desenvolvimento comercial que a cidade obteve, o aspecto urbano da mesma não mudava praticamente nada. Em  alguns anos, apenas os prédios da Cadeia Nova, da Casa de Caridade, do Grêmio de Instrução e o Paço Municipal foram  construídos. Porém,se tratando de casas, muitas foram construídas fazendo com que, no fim do século XIX, Campina Grande tivesse cerca de 500 casas.
No ano de 1864 foi construído um prédio onde se faria o mercado.  Este lugar teve vários nomes, dentre os quais "Largo do  Comércio  Novo", "Praça da Uruguaiana", "Praça das Gameleiras", "Praça da Independência" e, por fim, "Praça Epitácio  Pessoa". Em 1870 uma lei (Lei Provincial nº 381) proibia que se fizessem banhos ou lavagem de roupas e de animais no Açude Novo, assim como ficou proibido vaquejadas nas ruas da cidade. Em 1872, conforme o Decreto Imperial do dia 18 de setembro de 1865, faz padrão o sistema métrico decimal francês em Campina Grande.
Em janeiro do ano de 1944, o então senhor prefeito do município de Campina Grande, Dr. Wergniaud Borborema Wanderley decidiu doar ao município de Esperança, durante a gestão do senhor prefeito Sebastião Vital, as terras equivalentes ao território da atual cidade de Montadas e a zona rural dela circunvizinha.

### Crescimento com o ouro branco

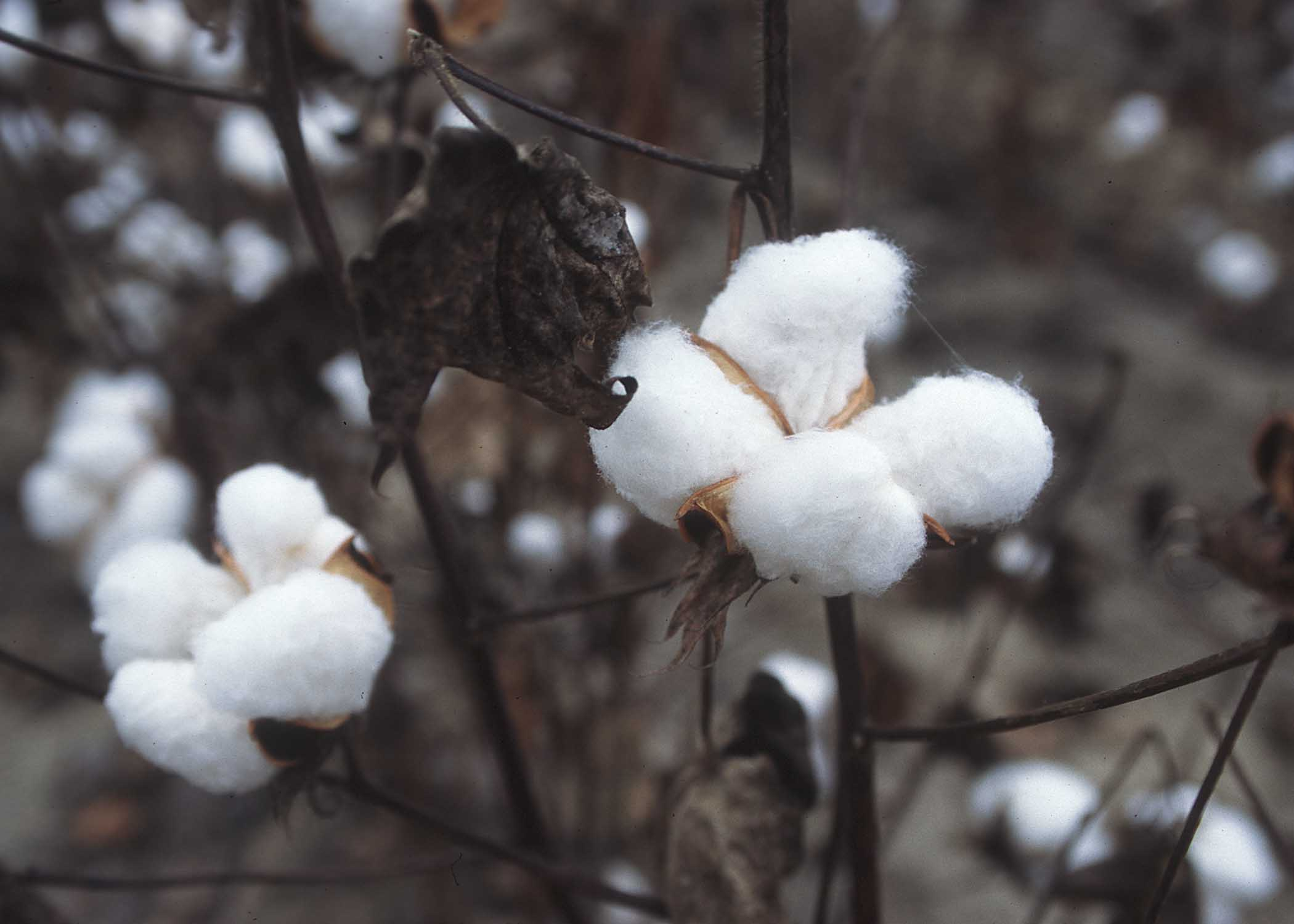
Algodão pronto para colheita.

Com o tempo a cidade ia se desenvolvendo, mas somente no início do século XX foi que mudanças econômicas e  mudanças nas condições de vida vieram a realmente acontecer significativamente.
O algodão no início do século XX foi para Campina Grande a principal atividade responsável pelo crescimento da cidade, atraindo comerciantes de todas as regiões da Paraíba e de todo o Nordeste. Até a década de 1940, Campina Grande era a segunda maior exportadora de algodão do mundo, atrás somente de Liverpool, na Inglaterra. Por isto, Campina Grande já foi chamada de a "Liverpool brasileira". Devido ao algodão, nesses anos Campina viu crescer sua população de vinte mil habitantes, em 1907, para cento e trinta mil habitantes, em 1939, o que representa um crescimento de 650% em 32 anos. João Pessoa só chegou a possuir uma população equivalente na década de 1950 (conforme gráfico da demografia de João Pessoa).
É importante ressaltar que a cidade nunca produziu algodão, seu sucesso na atividade se deve ao fato de que Campina era a única cidade do interior do Brasil a possuir uma máquina de beneficiamento de algodão, a matéria prima necessária para a produção vinha de cidades produtoras vizinhas.
O beneficiamento do algodão teve um impulso importante com a chegada das linhas ferroviárias para a cidade. Com o uso do trem, houve uma  grande mudança na economia local: Campina pôde mais facilmente exportar sua produção de algodão beneficiado (o  "ouro branco"), assim como outros produtos para os portos mais próximos, principalmente o de Recife.
Até 1931, a Paraíba foi o maior produtor de algodão do Brasil, com produção de 23 milhões de quilos de algodão em caroço. Com a crise do café em São Paulo, este passou a produzir algodão como alternativa. Em 1933, São Paulo já produzia 105 milhões de quilos em comparações com seus 3,9 milhões em 1929. Vários fatores foram responsáveis para a decadência de Campina Grande no ramo do algodão, os principais foram: 1) inexistência de um porto na Paraíba para grandes navios, fazendo com que Campina Grande tivesse que usar o porto de Recife, mais distante, para o transporte do algodão); 2) preço em comparação ao produto de São Paulo; 3) Ingresso de outras empresas estrangeiras no mercado do algodão.

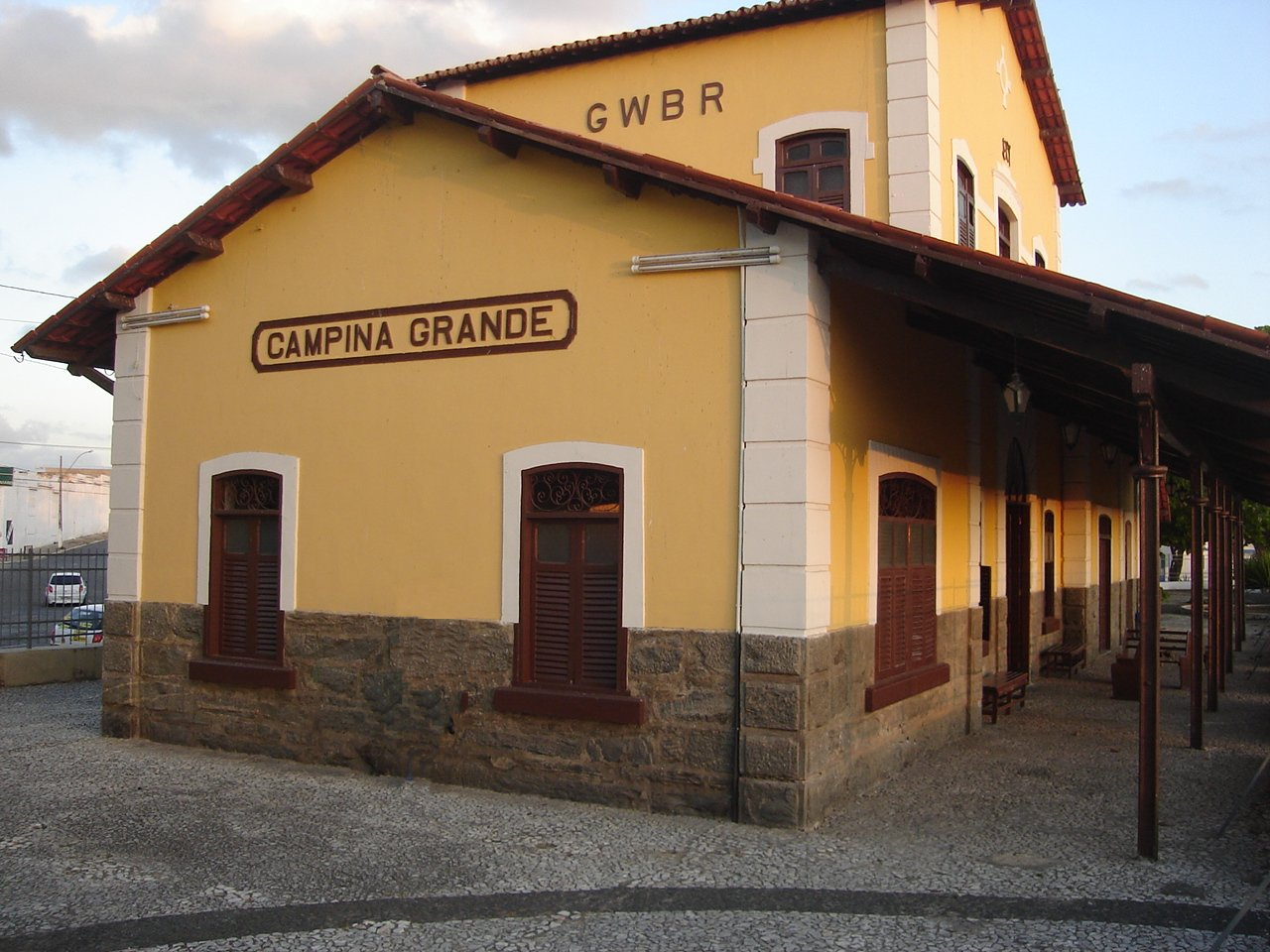
Estação Ferroviária Great Western, inaugurada em 1907. Hoje o prédio sedia o Museu de História e Tecnologia do Algodão.

No decorrer do século XX, a capital da Paraíba, João Pessoa, perdeu importância e viu a ascensão de Campina  Grande, cidade do interior do estado. A economia pessoense, na primeira metade do século, praticamente se  estagnou. Até os anos 1960, era, com um exagero talvez, praticamente uma capital administrativa, pois Campina Grande aproximou-se do posto de João Pessoa de cidade mais importante do estado, já que, nesse período, Campina Grande despontava como importante polo comercial e industrial não só do estado, mas também da Região Nordeste. João Pessoa,  naquela época, tinha poucas indústrias e apenas desempenhava funções administrativas e comerciais. A partir dos anos 1960, após grandes investimentos privados e governamentais, tanto do governo estadual quanto do governo federal, João Pessoa ganhou novas indústrias e importância, reafirmando sua posição de cidade principal do estado, em termos econômicos.

### Tech City

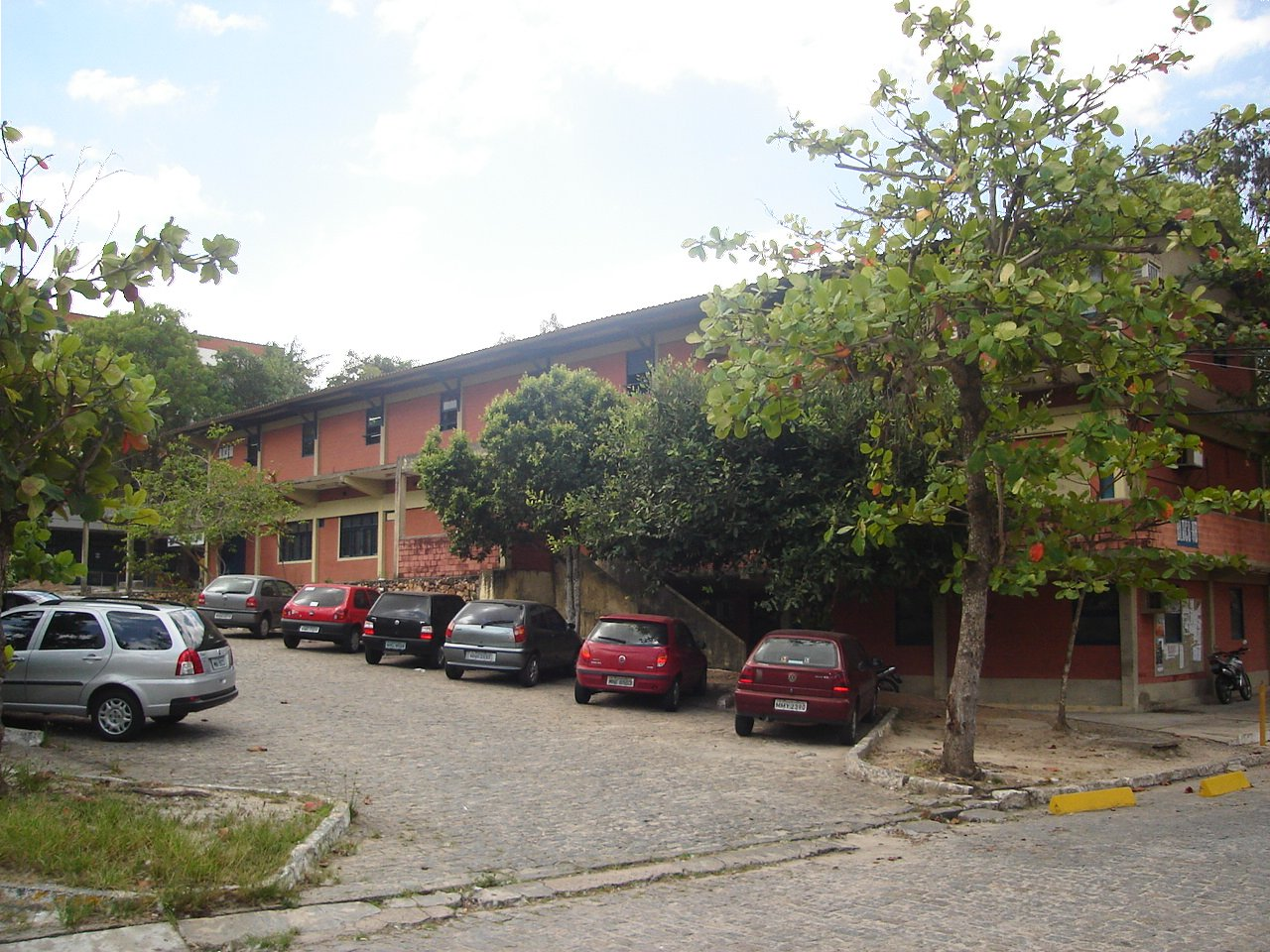
Antigo Núcleo de Processamento de Dados da Universidade Federal de Campina Grande. O primeiro computador em universidades do norte-nordeste do Brasil (um IBM 1130) foi instalado aqui, em 1967, ocupando o primeiro andar do prédio.

Há muito tempo o município apresenta forte participação na área tecnológica. Nos anos 40, Campina Grande  era a segunda exportadora de algodão do mundo, sendo o primeiro lugar Liverpool, na Grã-Bretanha. Em 1967, a cidade recebe o  primeiro computador de toda a Região Nordeste do Brasil, que ficou no Núcleo de Processamento de Dados da Universidade Federal da Paraíba, Campus II (hoje Universidade Federal de Campina Grande).  Hoje, tantos anos depois, Campina Grande continua sendo referência em se tratando de  desenvolvimento de Software e  de indústrias de informática e eletrônica.
A revista americana Newsweek escolheu, na edição de abril de 2001, nove cidades de destaque no mundo que representam um  novo modelo de Centro  Tecnológico. O Brasil está presente na lista com Campina Grande, que  foi a única cidade escolhida da América Latina. Em 2003, mais  uma menção foi feita à cidade: desta vez referenciada como o "Vale do Silício brasileiro", graças, além da high tech, às pesquisas  envolvendo o algodão colorido ecologicamente  correto. As nove cidades escolhidas pela Newsweek foram: Akron (Ohio - EUA); Huntsville (Alabama - EUA); Oakland (Califórnia - EUA); Omaha (Nebraska - EUA); Tulsa (Oklahoma - EUA); Campina Grande (Paraíba - Brasil); Barcelona (Espanha); Suzhou (China); Côte d'Azur (França)).
Segundo a revista, o motivo para o sucesso foi a Universidade Federal da Paraíba, Campus II (que em 2002 tornou-se a Universidade Federal de Campina Grande). Desde 1967, quando os acadêmicos  conseguiram apoio para comprar o primeiro  computador do nordeste, um  mainframe IBM de US$ 500 mil, criou-se uma tradição na área de computação que hoje tem  reconhecimento em todo o mundo.
Campina Grande possui cerca de setenta e seis empresas produtoras de  software, o que representa mais de 500 pessoas de nível  superior faturando, ao todo, 25 milhões de reais por ano, o que representa 20%  da receita total do município.

## Geografia

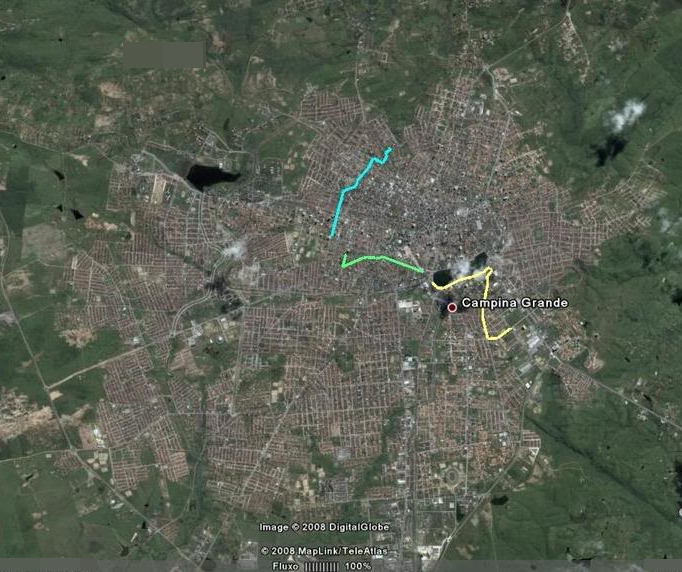
Imagem de satélite de Campina Grande

A cidade localiza-se no estado da Paraíba, no agreste paraibano, na parte oriental do Planalto da Borborema, na serra do Boturité/Bacamarte, que estende-se do Piauí até a Bahia. Está a uma altitude média de 555 metros acima do nível do mar. A  área do município abrange 593,026 km².
Fazem parte do município de Campina Grande os seguintes distritos: Catolé de Boa  Vista, Catolé de Zé Ferreira, São José da Mata, Santa Terezinha e Galante.
A Região Metropolitana de Campina Grande foi criada pela lei complementar estadual nº 92 de 2009, apóa ser aprovada pela assembleia legislativa no dia 17 de novembro de 2009 e sancionada dia 15 de dezembro de 2009 pelo governo do estado. Compreende dezenove municípios.

### População

Crescimento da população em Campina Grande ao longo dos anos, a partir de 1697. Pontos azuis significam medições reais, a linha reta é apenas uma interpolação.

Campina Grande possui 413 830 habitantes (densidade demográfica de 648,31 hab/km²), segundo estimativas do IBGE em 2021, sendo a segunda cidade mais populosa do interior do Nordeste perdendo apenas para Feira de Santana na Bahia. Em 1991 o Índice de Desenvolvimento Humano era de 0,647, subindo para 0,721 em 2000.
Houve uma época em que Campina Grande teve um crescimento anormal, devido ao cultivo do algodão, no início do século XX até o final da década de 1930. Nesses anos,  Campina viu crescer sua população de 20 mil habitantes, em 1907, para 130 000 habitantes, em 1939, o que representa um crescimento de 650% em 32 anos.

### Influência política e econômica
Campina Grande exerce grande influência política e econômica sobre o "Compartimento da Borborema", que é composto de mais de 60 municípios (mais de 1 milhão de habitantes) do estado da Paraíba. O Compartimento da Borborema engloba 5 microrregiões conhecidas como Agreste da Borborema, Brejo Paraibano, Cariri, Seridó Paraibano e Curimataú.

### Geologia
A região polarizada  é formada por várias unidades geológicas dentre as quais pode-se destacar: granitóides indiscriminadas, suíte granítica migmatítica, suíte transicional shoshonítica alcalina, suíte Camalaú e complexo São Caetano. O município de Campina Grande é classificado de acordo com a CPRM (Serviço Geológico do Brasil). O município tem cinco diferentes unidades litoestratigráficas que são classificadas de acordo com o seu tempo geológico:  
- Cenozoico

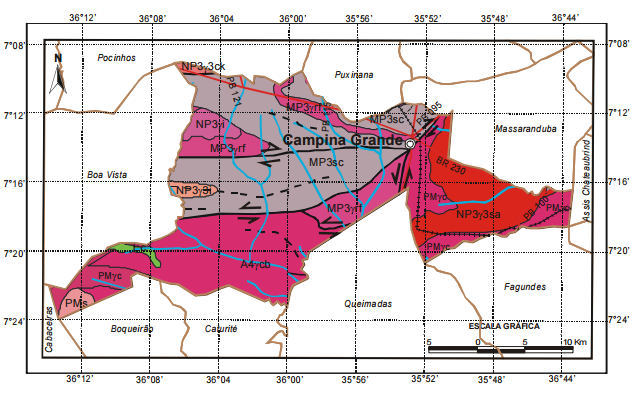
Mapa Geológico de Campina Grande/CPRM

Formação Campos Novos (c): argilito, arenito e basalto.
- Neoproterozoico

Suíte transicional shoshonítica alcalina Teixeira/Serra Branca (sa): leucogranito e biotita-hornblenda sienito (570 Ma (megaannum) U-Pb);
Suíte calcialcalina de alto potássio Esperança (ck): monzonito a monzogranito (581 Ma U-Pb);
Granitoides de quimismo indiscriminado (i): granitóides diversos (571 Ma U-Pb);
Suíte calcialcalina de médio a alto potássio Itaporanga (cm):granito e granodiorito porfirítico associado a diorito (588 Ma U-Pb);
Granitoides indiscriminados: granito, granosiorito, monzogranito;
Grupo Seridó (s): xisto, quartzito, mármore e rocha calcissilicática.
- Mesoproterozoico

Suíte granítica-migma títica peraluminosa Recanto/Riacho do Forno:ortognaisse e migmatito granodiorítico a monzogranítico (1037 Ma U-Pb);
Complexo São Caetano: gnaisse, megrauvaca, metavulcânica félsica a intermediária, metavulcânica (1089 Ma U-Pb).
- Paleoproterozoico

Suíte Camalaú: ortognaisse tona lítico-trondhjemítico-granítico e sienítico;
Complexo Sumé: leucognaisse trondhjemítico paragnaisse, metamáfica/metaultramáfica e anfibolito (retroeclogito).
- Arqueano

Complexo Cabaceiras: ortognaisse tonalito-granodioritico, intercalações de metamáfica.
Tomando como partida a carta geográfica da CPRM, tem-se a notoriedade que o Mesoproterozóico, Complexo São Caetano: gnaisse, megrauvaca, metavulcânica félsica a intermediária, metavulcânica (1089 Ma U-Pb). Se estende a uma extensão maior na área do município de Campina Grande.
Campina Grande tem a presença de conversões geológicas na área do seu município, como:
Contato geológico;
Falha ou Zona de Cisalhamento Transcorrente Dextra;
Falha ou Zona de Cisalhamento Transcorrente Sinistral; e
Lineamentos estruturais (Traços de Superfíceis).

### Recursos minerais
As principais atividades mineiras da região de Campina Grande são voltadas para a produção de materiais para construção civil e rochas e minerais industriais. As poucas concessões de lavra e licenciamentos atualmente reportados no Departamento Nacional da Produção Mineral (DNPM) são para exploração de argila, areia, saibro e granitos (brita, pedra de talhe, etc.).

### Hidrografia

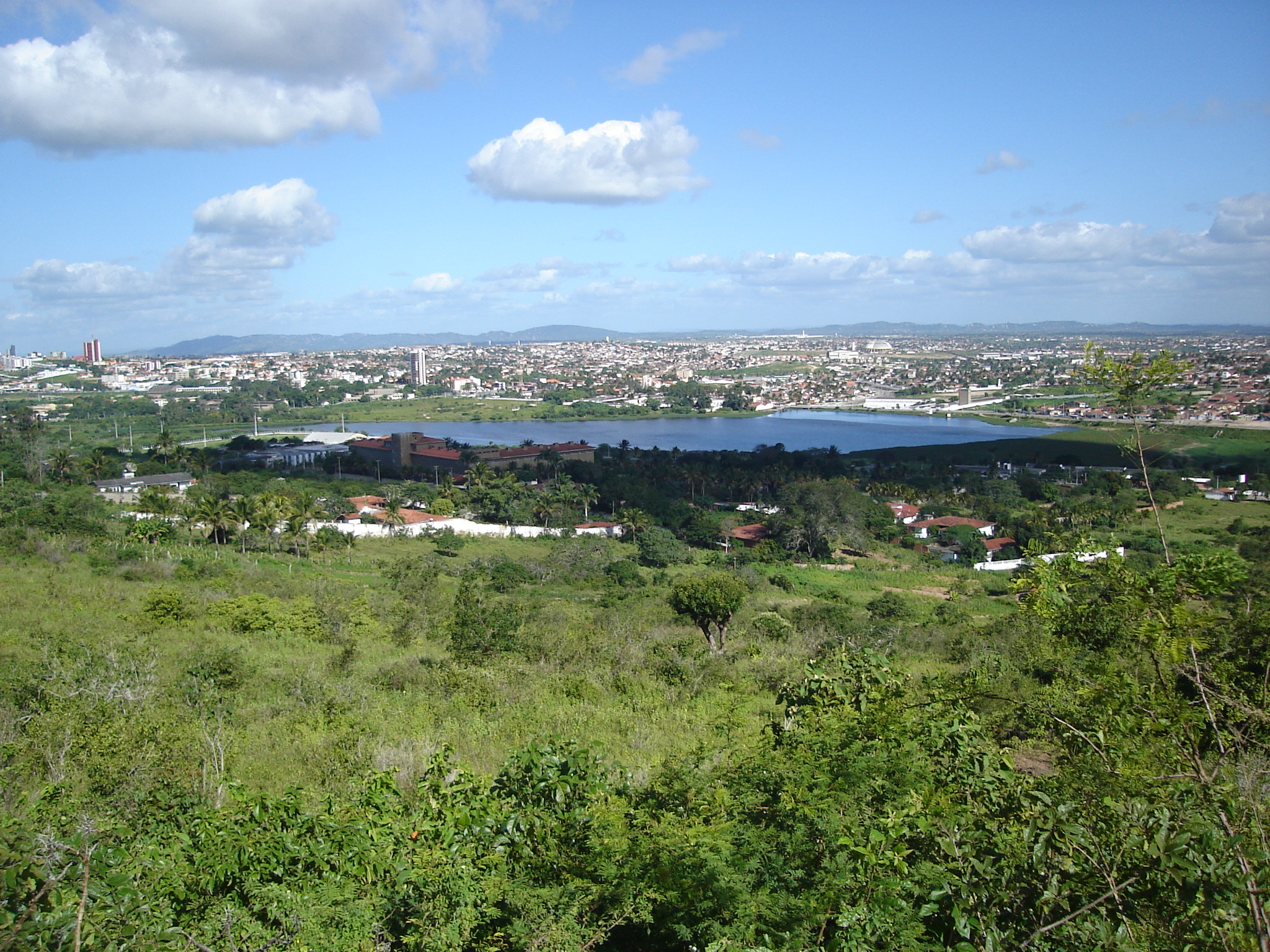
Açude de Bodocongó.

Apesar de Campina Grande não possuir rios de proporção significativa, possui atualmente dois açudes: o Açude Velho e o Açude de Bodocongó. Destes, o maior e mais importante é o Açude Velho, que tem área de mais de 2500 m² e é um dos cartões-postais da cidade.
Antigamente existia um outro açude, o Açude Novo, mas sobre este foi construído um parque público. A região do Açude Novo hoje representa outro importante cartão-postal de Campina Grande com um obelisco que representaria o centro da cidade.
Outra característica hidrográfica Campina Grande separa, como área dispersora de águas fluviais, os afluentes do Rio Paraíba (nas direções sul e sudeste) dos afluentes do rio Mamanguape (direções norte e nordeste).

### Vegetação
A flora é bastante diversificada, apresentando formações de palmáceas, cactáceas em geral, legumináceas e bromeliáceas, além de rarefeitas associações de marmeleiros, juazeiros, umbuzeiros, algarobos, etc.
Campina Grande encontra-se próxima das fronteiras de várias microrregiões de climas e vegetações distintas. Ao nordeste do município, a vegetação é mais verde e arborizada, como no Brejo Paraibano. Ao sudeste, encontra-se uma paisagem típica do agreste, com árvores e pastagens. A caatinga, vegetação rasteira, é a predominante no oeste e sul do município, típicos do clima e vegetação do Cariri.
Arborização
As quinze plantas ou árvores mais utilizadas na arborização campinense são (da mais frequente a menos frequente): Cássia de Sião, Algaroba, Sombreiro, Castanhola, Mata-fome, Monguba, Ipê-amarelo, Flamboyant, Oitizeiro, Ficus-benjamina, Oliveira, Palmeira-imperial, Aroeira-da-praia, Espatódea e Cássia-brasil.

### Clima
| Maiores acumulados de precipitação em 24 horas em Campina Grande por meses (INMET) | Maiores acumulados de precipitação em 24 horas em Campina Grande por meses (INMET) | Maiores acumulados de precipitação em 24 horas em Campina Grande por meses (INMET) | Maiores acumulados de precipitação em 24 horas em Campina Grande por meses (INMET) | Maiores acumulados de precipitação em 24 horas em Campina Grande por meses (INMET) | Maiores acumulados de precipitação em 24 horas em Campina Grande por meses (INMET) |
| Mês                                                                                | Acumulado                                                                          | Data                                                                               | Mês                                                                                | Acumulado                                                                          | Data                                                                               |
| ---------------------------------------------------------------------------------- | ---------------------------------------------------------------------------------- | ---------------------------------------------------------------------------------- | ---------------------------------------------------------------------------------- | ---------------------------------------------------------------------------------- | ---------------------------------------------------------------------------------- |
| Janeiro                                                                            | 58,2 mm                                                                            | 27/01/1968                                                                         | Julho                                                                              | 110,1 mm                                                                           | 17/07/2011                                                                         |
| Fevereiro                                                                          | 93,9 mm                                                                            | 13/02/1985                                                                         | Agosto                                                                             | 63,8 mm                                                                            | 09/08/1988                                                                         |
| Março                                                                              | 107,4 mm                                                                           | 02/03/2011                                                                         | Setembro                                                                           | 70,9 mm                                                                            | 10/08/1988                                                                         |
| Abril                                                                              | 105 mm                                                                             | 10/04/1978                                                                         | Outubro                                                                            | 45,3 mm                                                                            | 27/10/1939                                                                         |
| Maio                                                                               | 84,2 mm                                                                            | 28/05/2022                                                                         | Novembro                                                                           | 42,2 mm                                                                            | 28/11/2023                                                                         |
| Junho                                                                              | 98,4 mm                                                                            | 01/06/1939                                                                         | Dezembro                                                                           | 68,8 mm                                                                            | 01/12/1976                                                                         |
| Período: 1931-presente                                                             |                                                                                    |                                                                                    |                                                                                    |                                                                                    |                                                                                    |

O município está incluído na área geográfica de abrangência do clima semiárido brasileiro, definida pelo Ministério da Integração Nacional em 2005. Esta delimitação tem como critérios o índice pluviométrico, o índice de aridez e o risco de seca.
Apesar disso, por situar-se no agreste paraibano, entre a Zona da Mata e o sertão e a uma altitude de 500 metros de altitude acima do nível do mar, Campina Grande possui um clima com temperaturas mais moderadas, considerado tropical com estação seca (As, de acordo com a classificação climática de Köppen-Geiger), com chuvas concentradas nas estações do outono e do inverno, de março a agosto. No verão, as temperaturas ficam mais altas, com máximas de 31 °C e mínimas de 21 °C. Já no inverno, o tempo não chega a esquentar, com máximas entre 26 °C e 28 °C, e mínimas de 19 °C.
Segundo o Instituto Nacional de Meteorologia (INMET), desde 1931 a menor temperatura registrada em Campina Grande foi de 13,1 °C em 13 de outubro de 1963 e a maior atingiu 35,3 °C em 24 de novembro de 2019. O maior acumulado de precipitação em 24 horas alcançou 110,1 mm em 17 de julho de 2011, seguido por 107,4 mm em 2 de março de 2011 e 105 mm em 10 de abril de 1978. Desde dezembro de 2006, quando o INMET instalou uma estação automática no município, a rajada de vento mais intensa alcançou 20,2 m/s (72,7 km/h) em 24 de dezembro de 2015 e o menor índice de umidade relativa do ar (URA) foi de 16% em 6 de dezembro de 2017.
| Dados climatológicos para Campina Grande                                                 | Dados climatológicos para Campina Grande | Dados climatológicos para Campina Grande | Dados climatológicos para Campina Grande | Dados climatológicos para Campina Grande | Dados climatológicos para Campina Grande | Dados climatológicos para Campina Grande | Dados climatológicos para Campina Grande | Dados climatológicos para Campina Grande | Dados climatológicos para Campina Grande | Dados climatológicos para Campina Grande | Dados climatológicos para Campina Grande | Dados climatológicos para Campina Grande | Dados climatológicos para Campina Grande |
| Mês                                                                                      | Jan                                      | Fev                                      | Mar                                      | Abr                                      | Mai                                      | Jun                                      | Jul                                      | Ago                                      | Set                                      | Out                                      | Nov                                      | Dez                                      | Ano                                      |
| ---------------------------------------------------------------------------------------- | ---------------------------------------- | ---------------------------------------- | ---------------------------------------- | ---------------------------------------- | ---------------------------------------- | ---------------------------------------- | ---------------------------------------- | ---------------------------------------- | ---------------------------------------- | ---------------------------------------- | ---------------------------------------- | ---------------------------------------- | ---------------------------------------- |
| Temperatura máxima recorde (°C)                                                          | 34,9                                     | 34,7                                     | 34,9                                     | 34,9                                     | 32,9                                     | 32,8                                     | 30,8                                     | 32,2                                     | 32,7                                     | 34                                       | 35,3                                     | 34,1                                     | 35,3                                     |
| Temperatura máxima média (°C)                                                            | 30,7                                     | 30,5                                     | 30,1                                     | 29,1                                     | 27,7                                     | 26                                       | 25,6                                     | 26,3                                     | 28                                       | 29,8                                     | 30,5                                     | 30,8                                     | 28,8                                     |
| Temperatura média compensada (°C)                                                        | 24,7                                     | 24,7                                     | 24,7                                     | 24,3                                     | 23,4                                     | 22,1                                     | 21,5                                     | 21,5                                     | 22,5                                     | 23,5                                     | 24,2                                     | 24,5                                     | 23,5                                     |
| Temperatura mínima média (°C)                                                            | 21,2                                     | 21,3                                     | 21,4                                     | 21,1                                     | 20,5                                     | 19,3                                     | 18,6                                     | 18,5                                     | 19                                       | 19,9                                     | 20,4                                     | 20,9                                     | 20,2                                     |
| Temperatura mínima recorde (°C)                                                          | 16,2                                     | 14,2                                     | 17,3                                     | 16                                       | 16                                       | 14,6                                     | 13,3                                     | 13,2                                     | 13,7                                     | 13,1                                     | 14,8                                     | 15,3                                     | 13,1                                     |
| Precipitação (mm)                                                                        | 45,6                                     | 62,8                                     | 107,1                                    | 89,3                                     | 101,7                                    | 123,6                                    | 96,7                                     | 80,1                                     | 30                                       | 12,5                                     | 12,3                                     | 15,3                                     | 777                                      |
| Dias com precipitação (≥ 1 mm)                                                           | 6                                        | 6                                        | 8                                        | 10                                       | 13                                       | 15                                       | 12                                       | 11                                       | 5                                        | 3                                        | 2                                        | 3                                        | 94                                       |
| Umidade relativa compensada (%)                                                          | 74,3                                     | 75                                       | 77,4                                     | 79,2                                     | 81,6                                     | 84                                       | 82,9                                     | 80,3                                     | 74,7                                     | 71,3                                     | 71                                       | 72                                       | 77                                       |
| Insolação (h)                                                                            | 239,3                                    | 213,7                                    | 223,7                                    | 203,9                                    | 184,4                                    | 149,3                                    | 163,7                                    | 197,2                                    | 236,9                                    | 270,1                                    | 265,6                                    | 247                                      | 2 598,9                                  |
| Fonte: INMET (normal climatológica de 1981-2010; recordes de temperatura: 1931-presente) |                                          |                                          |                                          |                                          |                                          |                                          |                                          |                                          |                                          |                                          |                                          |                                          |                                          |

## Economia
Campina Grande possui um PIB de 8,373 bilhões de reais (IBGE, 2016), sendo o segundo município com maior PIB do estado da Paraíba. Em 2009, possuía o segundo maior PIB do interior do Nordeste ficando atrás apenas de Feira de Santana (BA).
As principais atividades econômicas do município de Campina Grande são: extração mineral; de beneficiamento e de desenvolvimento de software; comércio varejista,culturas agrícolas; pecuária; indústrias de transformação, atacadista e serviços.
O município é grande produtor de software para exportação.
A posição privilegiada de Campina Grande contribui para que seja um centro distribuidor e receptor de matéria-prima e mão de obra de vários estados. Campina Grande tem grande proximidade com três capitais brasileiras: Natal, João Pessoa e Recife. Além disso, dentro do próprio estado, situa-se no cruzamento entre a BR-230 e a BR-104.

### Setores
Em 2003, Campina Grande possuía aproximadamente 1229 fábricas (atividade industrial), 200 casas de comércio atacadista e 3200 unidades de comércio varejista. No setor de prestação de serviços, Campina Grande é um importante centro econômico, especialmente para as dezenas de cidades que fazem parte do Compartimento da Borborema.
A área de informática movimenta anualmente cerca de 30 milhões de dólares (o que ainda é bem pouco perto do grande potencial dos softwares), com cerca de 50 empresas de pequenas, médio e grande porte.
Na agricultura, destaca-se o algodão herbáceo, feijão, mandioca, milho, sisal, além de outros produtos de natureza hortifrutigranjeira que representam 6000 toneladas mensalmente comercializadas.
A pecuária atua em função da bacia leiteira. Já em 1934, era inaugurada a primeira usina de pasteurização do município.
É uma cidade conhecida por Educação, que conta com mais de 7 IES, públicas e privadas.

## Administração

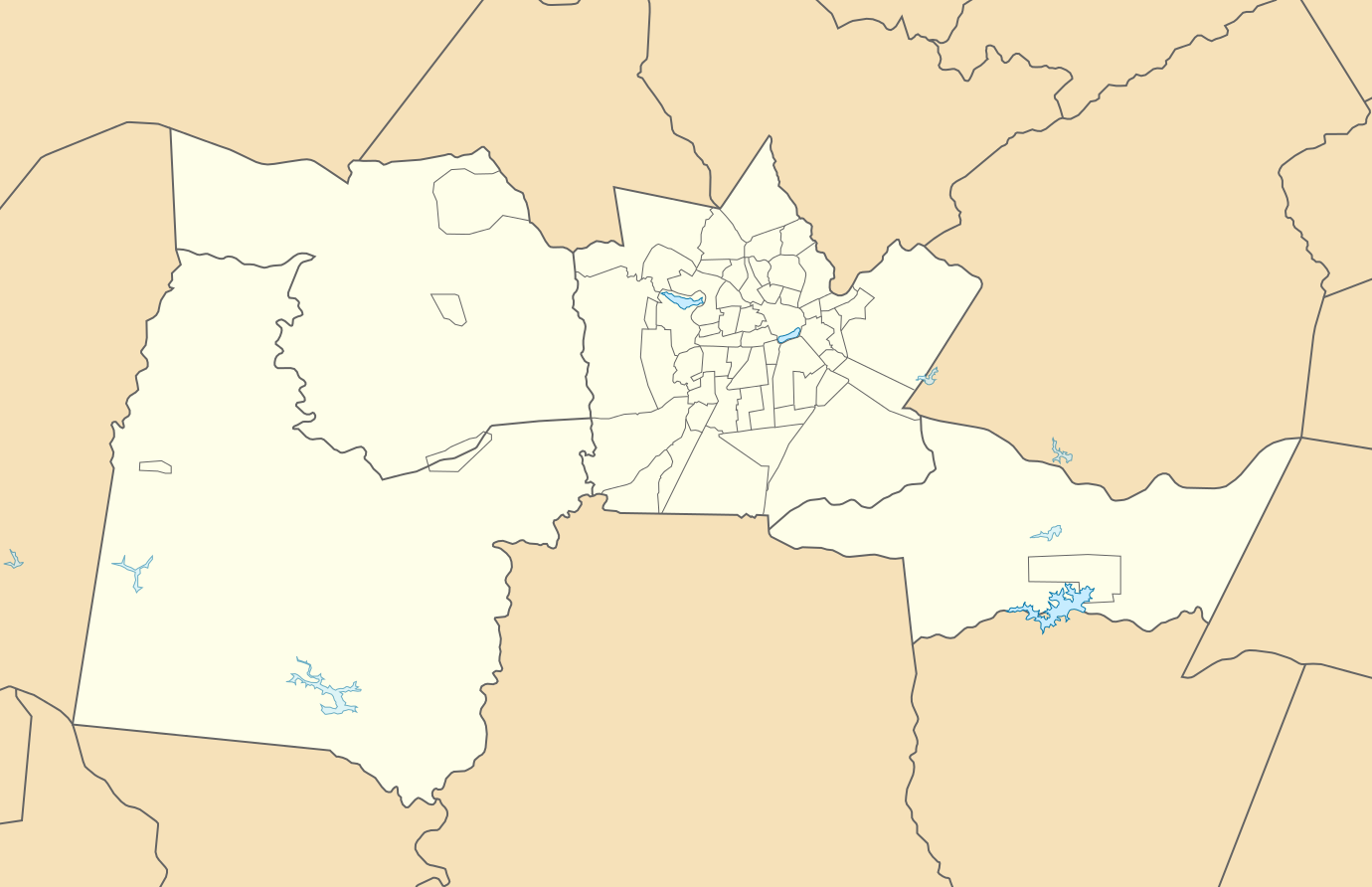
Mapa das subdivisões de Campina Grande.

Campina Grande possui o segundo maior colégio eleitoral da  Paraíba com 266 516 eleitores distribuídos em 598 secções e quatro zonas eleitorais. O primeiro Colégio Eleitoral de Campina Grande foi criado em 1878, e possuía apenas 34 eleitores.

### Prefeitos
Até 1895, as funções executivas de Campina Grande eram exercidas pelo Conselho Municipal. Em 2 de março de 1895, o cargo de Prefeito Municipal foi criado, pela Lei Estadual nº 27, sendo o primeiro prefeito de Campina foi o major Francisco Camilo de Araújo e o primeiro vice-prefeito Silvino Rodrigues de Sousa Campos.
Somente  em 1947 o povo passou a escolher os prefeitos da cidade diretamente, através das eleições. O prefeito atual de Campina Grande é Bruno Cunha Lima.

Mapa dos bairros de Campina Grande

### Bairros
Em Campina Grande existem oficialmente 61 bairros (esse número na prática é maior, se considerado os bairros não oficiais) e três distritos.

## Turismo e lazer

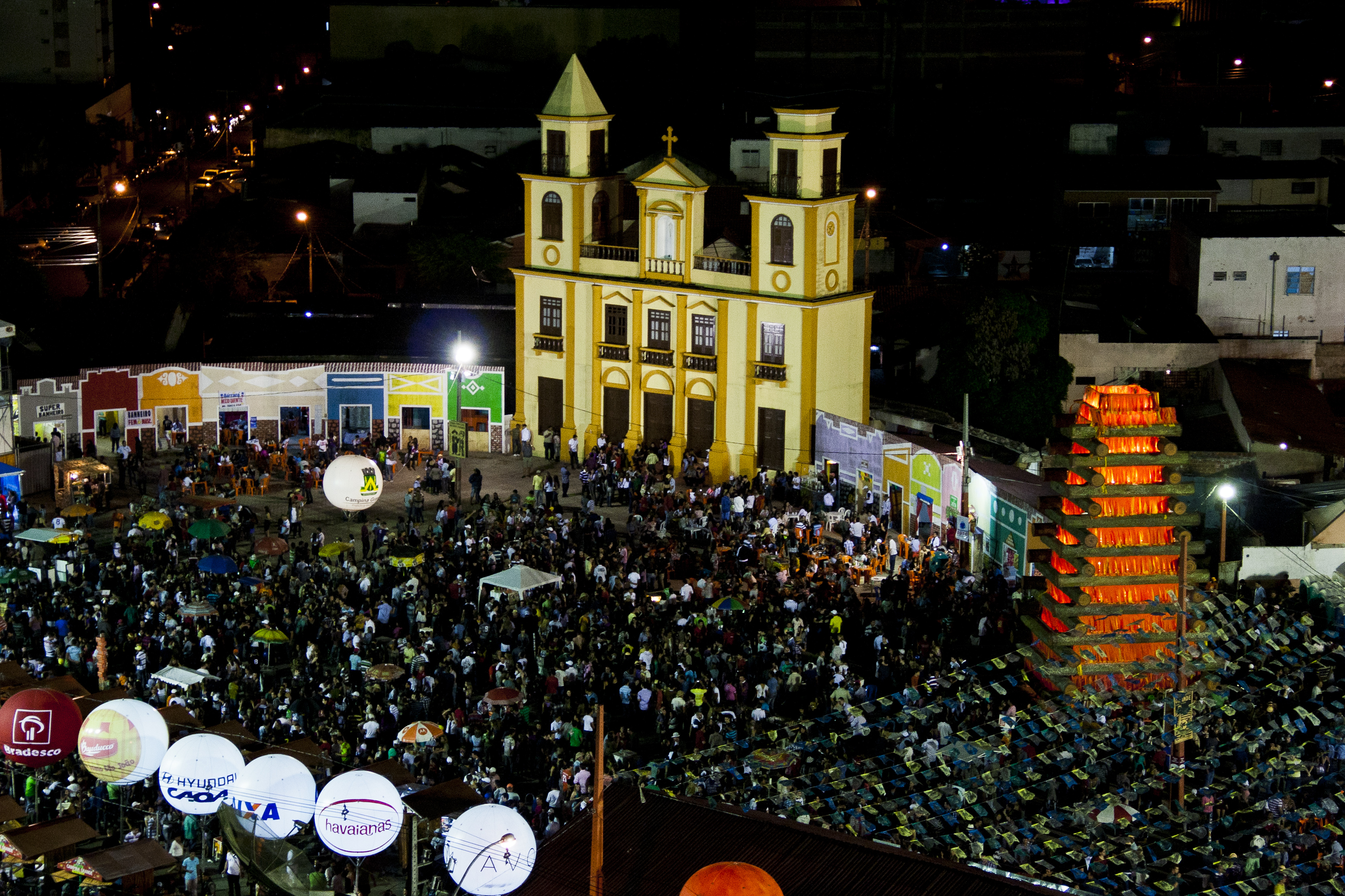
Cidade cenográfica do São João de Campina Grande.

Herdeira da cultura nordestina, Campina Grande luta por manter vivo o rico patrimônio representado pelas manifestações culturais e populares dessa região. A quadrilha junina, o pastoril, as danças folclóricas, o artesanato, etc., são alguns exemplos de manifestações da cultura popular que ainda encontram lugar na cidade.

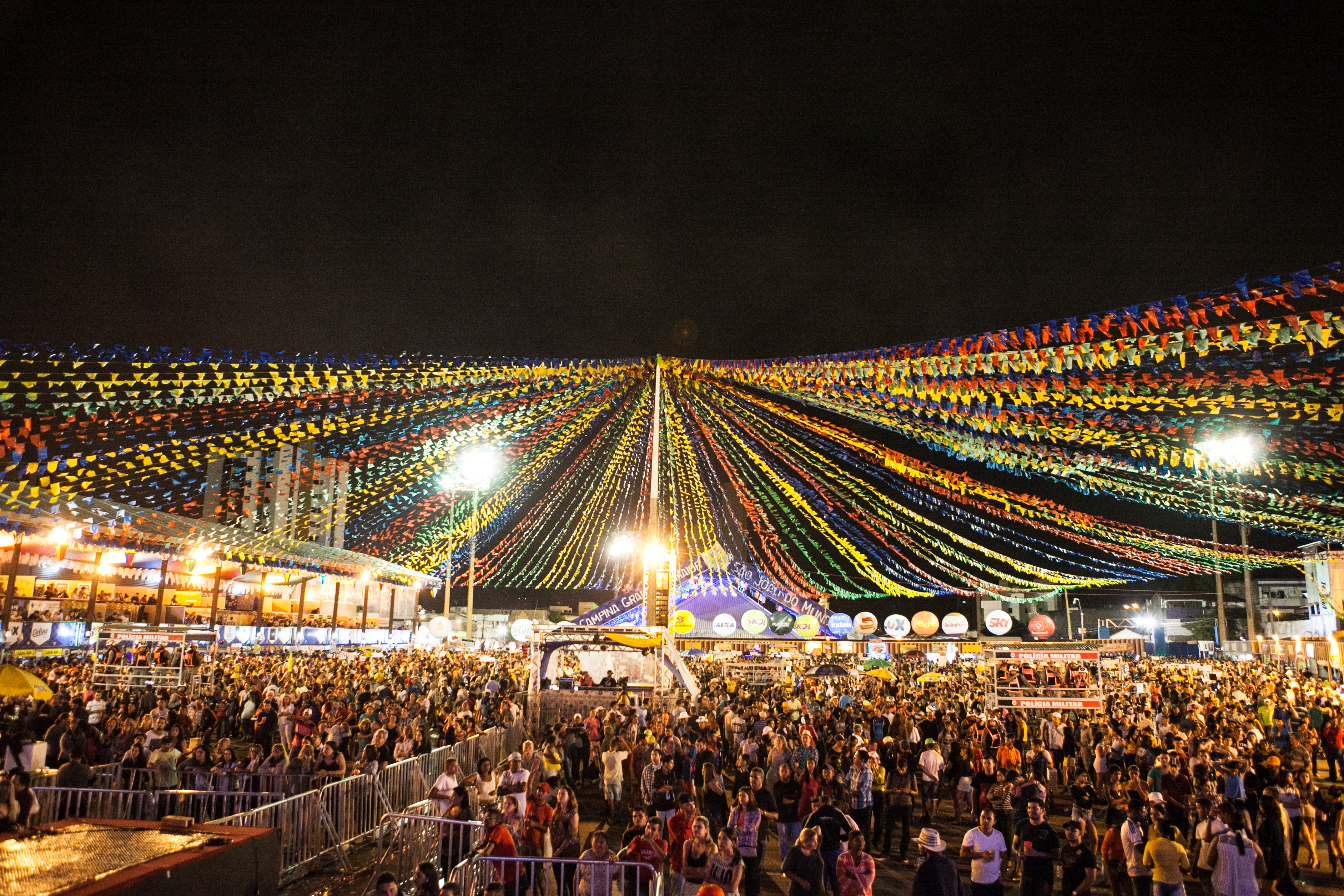
Maior São João do Mundo, evento que acontece na cidade de Campina Grande. É O maior evento do estado da Paraíba, onde durante um mês a festividade no Parque do Povo costuma reunir 2 milhões de pessoas. Foto: 2015

Historicamente, Campina Grande teve, e continua tendo, papel destacado como polo disseminador da arte dos mais destacados artistas arraigados  na cultura popular nordestina, a exemplo dos "cantadores de viola",  "emboladores de coco", poetas populares em geral. Especialmente na música, é inegável a importância desta cidade na divulgação de artistas  do quilate de Luiz Gonzaga, Rosil Cavalcante, Jackson do Pandeiro, Zé Calixto, dentre muitos, e até pelo surgimento de outros tantos como Marinês, Elba Ramalho, etc
Eventos como "O Maior São João do Mundo", Festival de Violeiros, "Canta  Nordeste", as vaquejadas que se realizam na cidade, além de  programações específicas das emissoras de rádio campinenses, contribuem  fortemente para a preservação da cultura regional. Campina Grande também é a sede do maior encontro de apologia cristã do mundo, o Encontro para a Consciência Cristã, que reúne milhares de pessoas das mais diversas denominações cristãs durante o carnaval, para debater temas ligados à fé, ética e sociedade. O evento foi incluído do calendário oficial da cidade em 2007 e no calendário turístico do Estado da Paraíba em 2015.

### Áreas verdes
Açude de Bodocongó
O Açude de Bodocongó foi originalmente criado por conta da escassez de água na região, uma vez que o Açude Novo e o Açude Velho já não estavam suprindo as necessidades da população. Além do mais, o Açude de Bodocongó fica muito distante dos Açudes Novo e Velho, podendo abastecer gente que morava muito longe do centro da cidade.
Mata Florestal
A Mata Florestal do distrito de São José da Mata encontramos um pouco da Mata Atlântica existente no local.

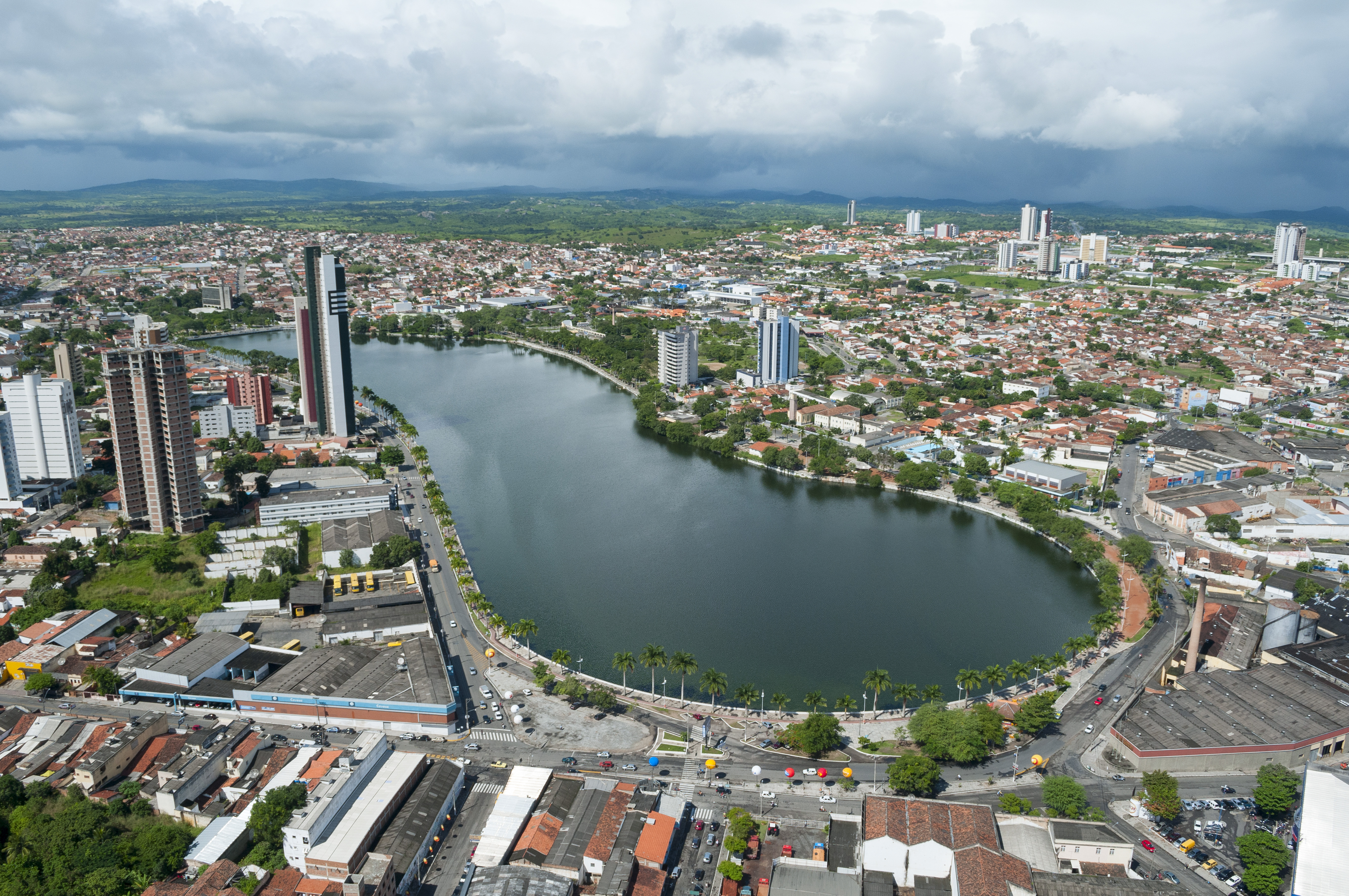
Açude Velho
O Açude Velho foi o primeiro açude que Campina Grande teve. Foi construído por causa da seca que o Nordeste enfrentou de 1824 a 1828. Assim, a construção do Açude Velho pelo governo provincial da Paraíba foi iniciada em 1828 e concluída em 1830, sendo, por quase um século, o maior açude de Campina Grande. É onde estão localizados o monumento -símbolo de Campina Grande "Os Pioneiros" e as estátuas de Luiz Gonzaga e Jackson do Pandeiro.
Açude Novo
O Açude Novo ou Parque Evaldo Cruz é um parque em formato circular que fica no Centro da cidade, próximo ao Parque do Povo. Atualmente trata-se de um parque de 46 875 m² com muitos bancos e árvores, assim como pequenos restaurantes que ficam em volta de uma fonte. Um grande obelisco se encontra no centro do parque. No passado, era um açude de verdade.
Louzeiro
O espaço Louzeiro, localizado entre os bairros da Conceição, Jeremias, Rosa Mística, Alto Branco, Jenipapo, Cuités e Palmeiras, é uma área de preservação ambiental. Sua rica diversidade natural faz parte da história do município de Campina Grande e, em consequentemente, a do estado da Paraíba. E, segundo a classificação de caatinga de George Eitel, o bioma do Louzeiro se enquadra no tipo Caatinga Florestal, possuindo árvores de grande porte como Baraúnas, Malungus, Catanduvas entre outras.
Parque das Pedras
Localiza-se entre os municípios de Campina Grande e Pocinhos, sua fauna e flora pode ser contemplada por todos que conhecem.
Parque do Povo

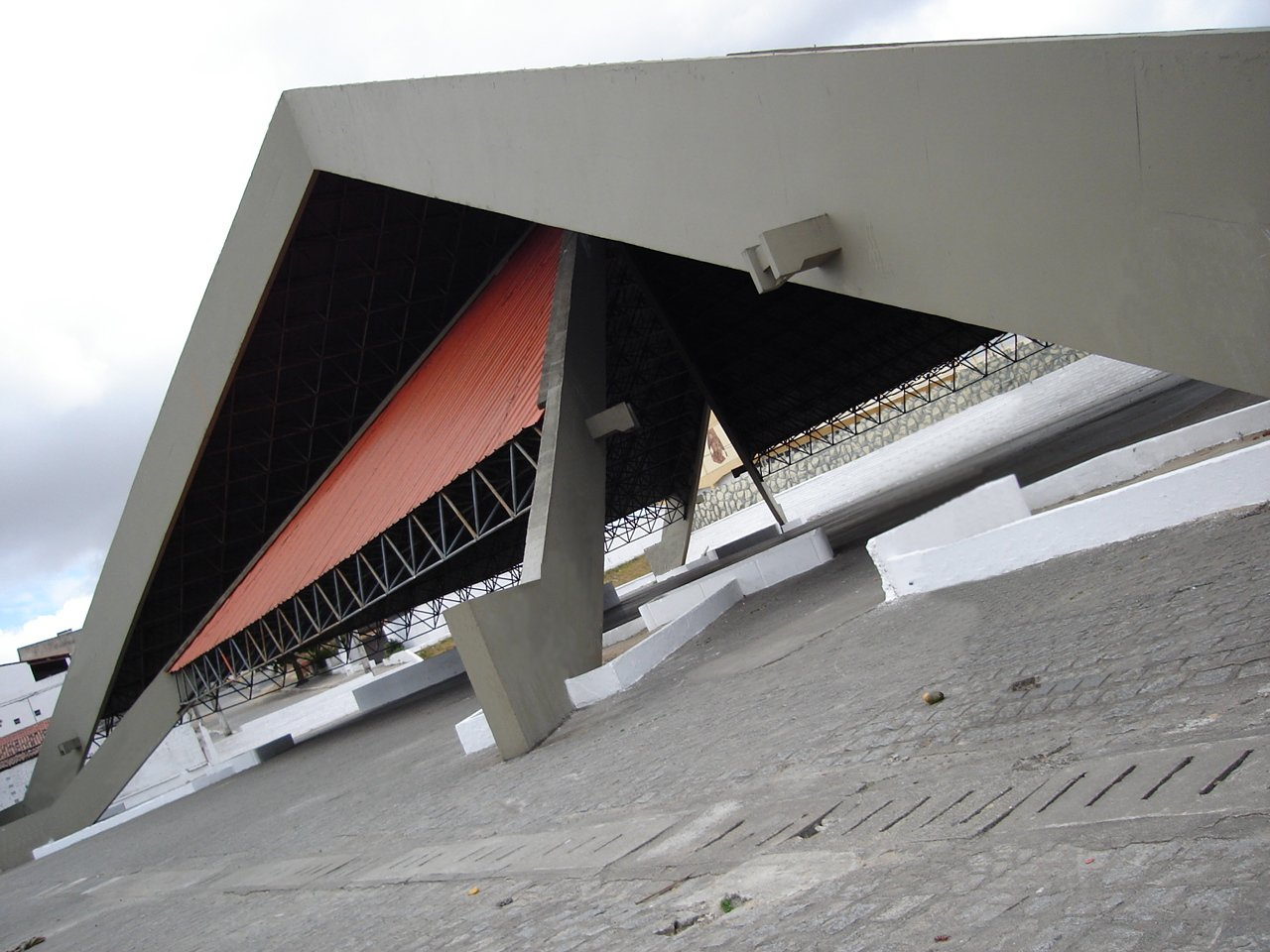
Pirâmide do Parque do Povo

O Parque do Povo, onde é realizado O Maior São João do Mundo e o Encontro para a Consciência Cristã, possui uma área de 42 mil e 500 metros quadrados situada no centro de Campina Grande. É no Parque do Povo que se situa a "Pirâmide do Parque do Povo", que é a única área coberta do Parque, em formato de uma pirâmide.
Praça Clementino Procópio

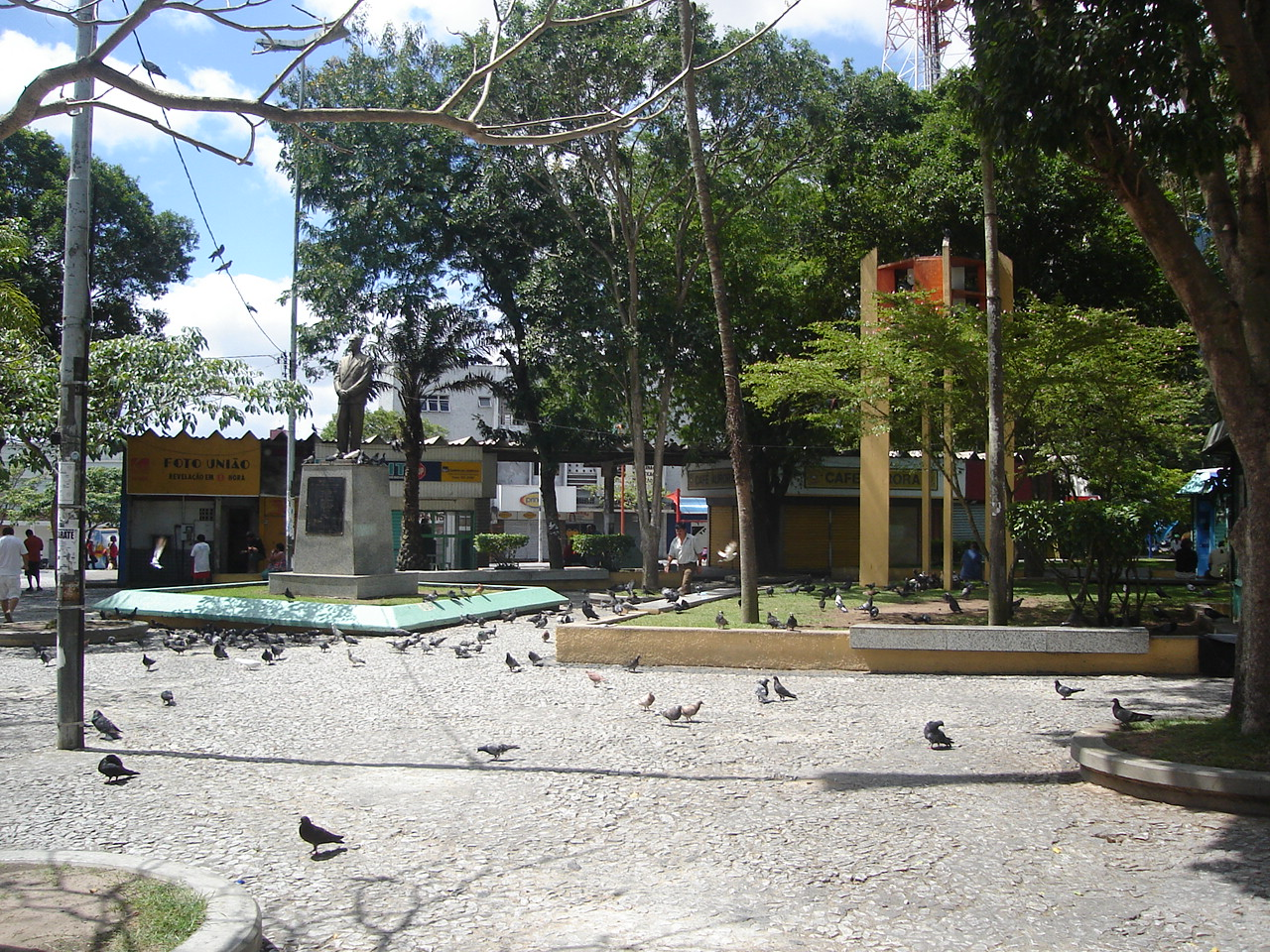
Vista da Praça da Bandeira

A Praça Clementino Procópio, onde se encontra um monumento feito em homenagem a Teodósio de Oliveira Lêdo, bem como coretos e diversas estátuas, é popularmente também conhecida por "Praça dos Hippies".
Praça da Bandeira
A Praça da Bandeira, ou Praça dos Pombos, é o principal ponto de encontros devido principalmente a sua posição estratégica no coração do centro da cidade.
Parque Bodocongó
Situado nas margens do Açude de Bodogongó, foi inaugurado em Abril de 2017. Ele conta com ciclovias, quadras, academia de ginástica, quiosques de alimentação, anfiteatro e uma Unidade de Polícia Solidária (UPS).
Outras áreas verdes
Como outras áreas verdes de Campina Grande, existem o Parque da Criança, o Parque da Pedras, a Praça do Trabalho, Parque da Liberdade, dentre outras.

### Shopping centers
- Partage, Luíza Motta, Cirne Center, Babilônia, Center Campina Grande e Edson Diniz.

## Cultura

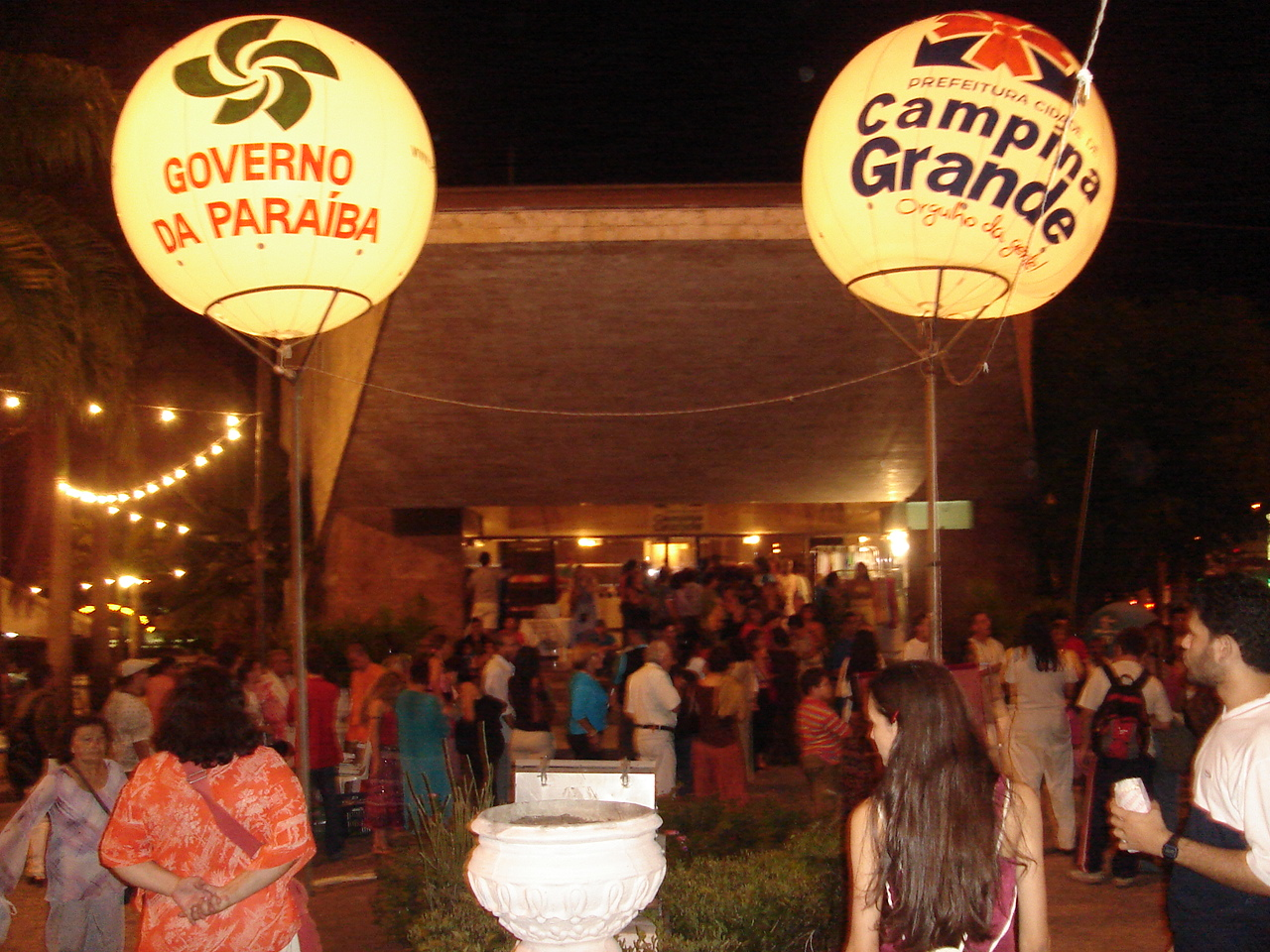
Teatro Municipal Severino Cabral durante o Encontro da Nova Consciência.

### Museus

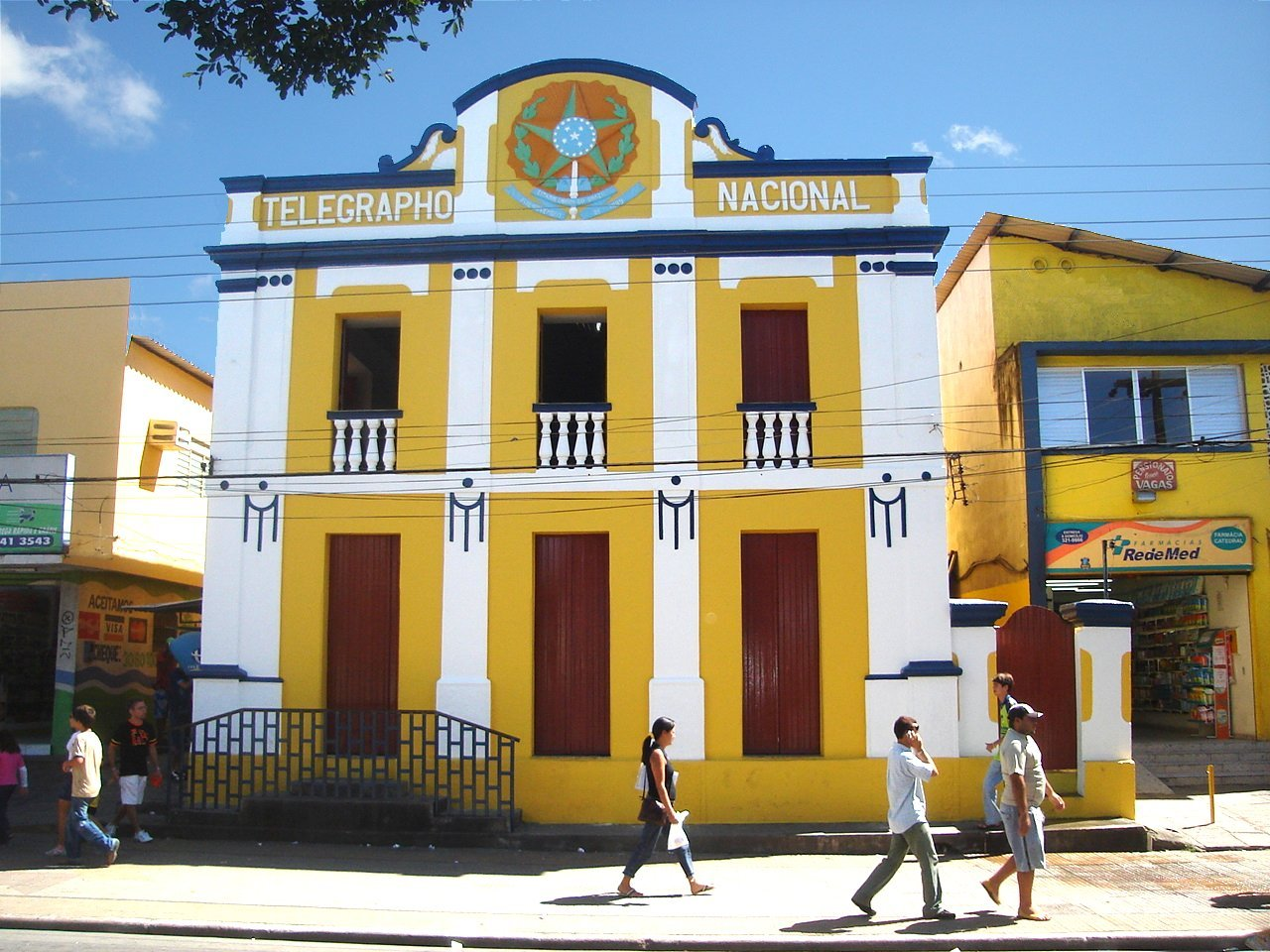
Museu Histórico e Geográfico de Campina Grande.

Campina Grande possui doze museus, onde guardam-se partes importantes de acervos culturais da Campina Grande, da Paraíba e do Brasil. São eles:
- Museu Histórico e Geográfico de Campina Grande - Localiza-se no centro da cidade.

O acervo do Museu Histórico e Geográfico de Campina Grande dedica-se ao desenvolvimento histórico, social e cultural de Campina Grande. Possui Fotografias, |artigos, mapas, móveis, armas, veículos, joias, bonecos e ferramentas organizados de forma a contar a história da cidade.
- Museu de História Natural
- Museu de Artes Assis Chateaubriand

O Museu de Artes Assis Chateaubriand é composto atualmente de 474 obras de arte onde podem ser encontradas várias técnicas e procedimentos de artes, incluindo desenhos, pinturas, esculturas, gravuras, colagens e outros métodos. Apresenta a arte em diversos momentos do cenário brasileiro.
A Coleção Assis Chateaubriand, com 120 obras, pode ser vista em parte no Prédio Histórico da Reitoria, na UEPB. Localiza-se no Catolé, bairro da zona sul da cidade.
- Museu Luiz Gonzaga

O Museu de Luiz Gonzaga é dedicado ao compositor popular Luiz Gonzaga. O acervo é composto de fotos, discos, jornais, gravações sobre o Rei do Baião Luiz Gonzaga. Localiza-se no Santa Rosa, bairro da zona oeste da cidade, mas está momentaneamente desativado.
- Museu de História e Tecnologia do Algodão - Localiza-se na tradicional Estação Velha, área bem próxima ao centro da cidade.
- Museu Geológico da UFCG
- Museu do Semiárido Nordestino da UFCG
- Museu do Maior São João do Mundo
- Museu de Esporte Plínio Lemos - Localizado no bairro José Pinheiro, zona leste.
- Museu Vivo do Nordeste
- Museu de Arte Popular da Paraíba
- SESI Museu Digital

### Centros culturais
No Centro Cultural Lourdes Ramalho, a prefeitura de Campina Grande oferece diversos cursos (várias áreas, como dança, artes marciais, música, idiomas, etc.) em todos os turnos e horários, por mensalidades ou anualidades acessíveis à população em geral. Também existem outros centros ou espaços culturais: Espaço Cultural do SESC Centro, Espaço Cultural Casa Severino Cabral e o Centro de Cultura Hare Krisna.

### Artesanato
A Vila do Artesão foi construído na gestão do então prefeito Veneziano Vital do Rêgo Neto.  É um complexo com 77 lojas, 04 restaurantes, 04 lanchonetes e 06 galpões, onde, mais de trezentos artesãos e artesãs produzem e comercializam seus produtos.

### Bibliotecas
- Biblioteca Átila Almeida da UEPB
- Biblioteca Central da Universidade Federal de Campina Grande
- Biblioteca Poeta Zé da Luz do IFPB Campus Campina Grande.
- Biblioteca do Museu Histórico e Geográfico de Campina Grande
- Biblioteca do SESC Açude Velho
- Biblioteca José Alves Sobrinho Museu Assis Chateaubriand
- Biblioteca do SESC Centro (Campina Grande)Biblioteca do SESC Centro
- Biblioteca Municipal Félix Araújo
- Biblioteca  Central UNIFACISA
- Biblioteca do Seminário  Diocesano São João Maria Vianney
- Núcleo Bibliotecário Campinense 77 Bibliotecas

### Academia de letras
A cidade tem sua academia de letras, denominada Academia Campinense de Letras, entidade literária máxima em Campina Grande.

### Cinema
História
O Cinema chegou em Campina Grande 14 anos depois de os irmãos Lumière inventarem o cinematógrafo. Isso aconteceu com a inauguração do Cine Brazil, em 1909 no antigo prédio da instrução no bairro das Boninas.
Em 1910, surgiu o Cine Popular do Sr. José Gomes. O cinema popular era frequentado por pessoas de baixa renda.

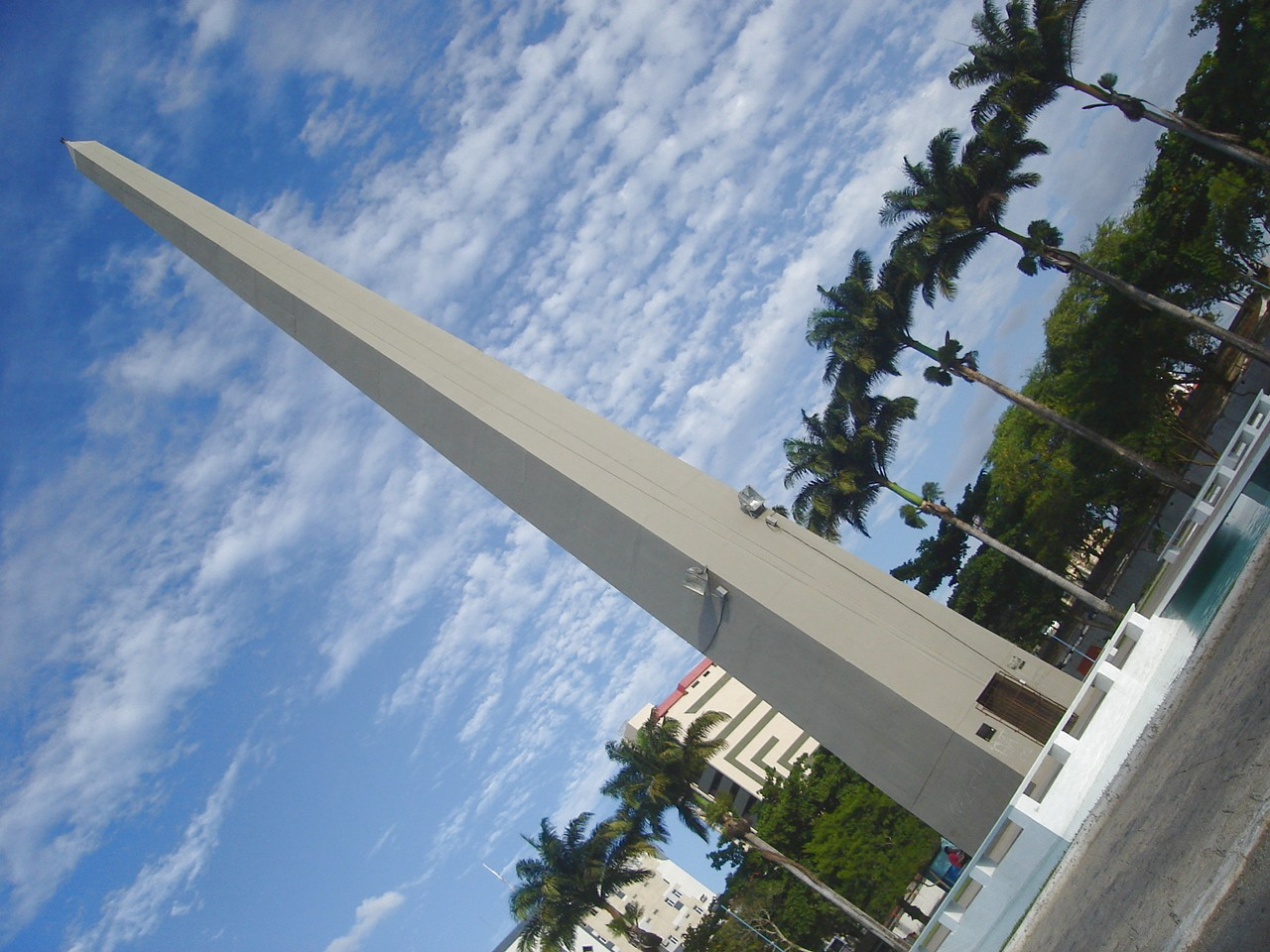
Obelisco de Campina Grande, no Parque Açude Novo.

A experimentação cinematográfica campinense não funcionou a muito contento. Em sua primeira fase veio os Cine Apollo de 1912 e Cine Fox de 1918. Mas a era de ouro do cinema campinense deu-se com a transformação do cinema mudo para o falado. Foi Olavo Wanderley que em 20 de novembro de 1934 inaugura a maior sala de exibição cinematográfica campinense, Capitólio, com capacidade para 1.000 lugares na Praça Clementino Procópio. Com o fechamento do Cine Apollo e Cine Fox, surge em 1936 o Cine Para todos. Mas foi no dia 7 de julho de 1939, com a exibição do filme Primavera, que surge o Cinema Babilônia, uma luxuosa casa de exibição para encontro com a sociedade. O Babilônia possuía 898 lugares e concorria diretamente com o Capitólio.
Com o fim da Segunda Guerra Mundial, Campina grande ganhou importantes salas de exibição cinematográfica: Cine São José, Cine Avenida e Cine Arte. Atualmente a cidade de Campina Grande conta com salas de exibições no shopping Partage Campina Grande (este conta com 5 salas contendo 1134 lugares numerados) e na AABB – Associação Atlética Banco do Brasil. Os cinemas Cine Capitólio e Cine São José são tombados pelo Patrimônio Histórico e Artístico do Estado da Paraíba (Iphaep).

## Arquitetura

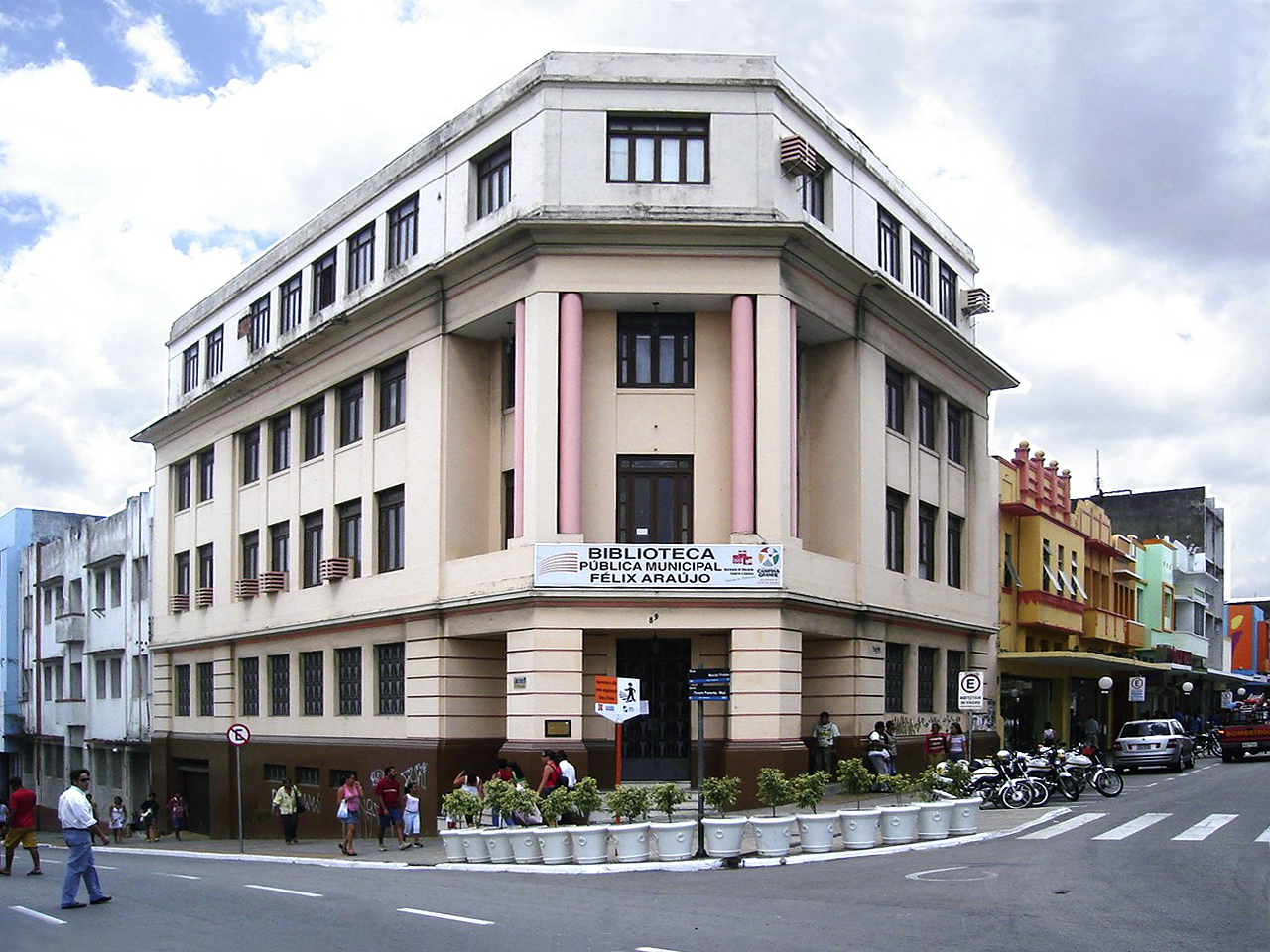
Biblioteca Municipal Felix Araújo, exemplo de arquiteutura Art Déco em Campina Grande.

A arquitetura de Campina Grande mescla elementos contemporâneos, como grandiosos e modernos edifícios, que vêm sendo largamente construídos na cidade desde o início da década de 2000, com construções antigas e de grande importância histórica, principalmente no chamado Centro Histórico de Campina Grande. O Edifício Rique, de 1957, construído com uma linguagem moderna e distinta das eficações do entorno, marcou o início da verticalização na cidade. Destaca-se a arquitetura em art déco, estilo surgido no início do século XX que influenciou tanto a arquitetura quanto as artes plásticas. Campina Grande possui um dos mais importantes e bem conservados acervos de construções em Art Déco do Brasil, onde os prédios são utilizados para empresas do ramo comercial, porém sendo as mesmas obrigadas a preservar as fachadas.

## Emissoras

### TV
| Canal     | Emissora             | Rede           |
| --------- | -------------------- | -------------- |
| 21 (3.1)  | TV Paraíba           | Globo          |
| 38 (5.1)  | TV Aparecida         |                |
| 16 (7.1)  | TV Manaíra           | RedeTV!        |
| 15 (8.1)  | TV Senado            |                |
| 15 (8.2)  | TV Assembleia        |                |
| 15 (8.3)  | TV Paraíba Educa     |                |
| 15 (8.4)  | TV Câmara            |                |
| 30 (9.1)  | TV Borborema         | SBT            |
| 35 (11.1) | TV Maior             | TV Evangelizar |
| 26 (13.1) | TV Correio           | RecordTV       |
| 14 (14.1) | CNT                  |                |
| 18 (18.1) | Rede ITA             | Cultura        |
| 18 (18.2) | ITV                  | Multicultura   |
| 22 (22.1) | TV Arapuan           | Band           |
| 24 (23.1) | Rede Vida            |                |
| 24 (23.2) | Rede Vida Educação   |                |
| 24 (23.3) | Rede Vida Educação 2 |                |
| 28 (28.1) | Record News          |                |
| 48 (48.1) | Canção Nova          |                |
| 50 (50.1) | TV Pai Eterno        |                |
| 51 (51.1) | Rede Mundial         |                |

### FM
| Frequência | Emissora                  |                                      |
| ---------- | ------------------------- | ------------------------------------ |
| 87,9       | Lagar FM                  | Rádio Comunitária - Zona Oeste       |
| 87,9       | Shallon FM                | Rádio Comunitária - Zona Norte       |
| 87,9       | Rádio da Mata             | Rádio Comunitária - São José da Mata |
| 87,9       | Galante FM                | Rádio Comunitária - Galante          |
| 93.1       | Campina FM                |                                      |
| 97.3       | Panorâmica FM             |                                      |
| 98.1       | 98 FM                     | Correio Sat                          |
| 98.9       | Rádio Educativa FM        |                                      |
| 101.1      | Cariri FM                 |                                      |
| 101.9      | Metropolitana FM          | Correio Sat                          |
| 102.7      | Lagoa Seca FM             |                                      |
| 103.5      | CBN Campina Grande        | CBN                                  |
| 104.1      | Rádio Caturité            |                                      |
| 104.7      | Mix FM Campina Grande     | Mix FM                               |
| 107.3      | Arapuan FM Campina Grande |                                      |

## Esporte

### Futebol
Atualmente em Campina Grande se destacam o Treze e o Campinense, considerados entre os maiores times do estado. Diferente dos outros estados onde a capital se concentra como principal pólo futebolístico, Campina Grande é o palco das maiores glórias do estado.
Equipes locais
- Campinense Clube - Tem como cores o vermelho e o preto. É conhecido como "Raposa" e "Rubro-Negro paraibano". Seus torcedores são dominados de "Raposeiros". Tem como sede o  Estádio Renato Cunha Lima ("O Renatão"), local onde se localiza o Centro de Treinamento do clube. Os seus principais títulos são a Copa do Nordeste de Futebol de 2013 e a Taça Brasil Fase-Nordeste em 1962 e 22 Campeonatos Paraibanos, tendo ganhoo de 2022 ganho de forma invicta. O Campinense é único time do estado Hexa campeão Paraibano (1960-1965) e pentacampeão Paraibano (1971-1975). Sua torcida está estimada entre 350 à 400 mil torcedores.
- Treze Futebol Clube - Tem como cores o preto e o branco. Apelidado por seus torcedores de "Galo", também é conhecido como "O Galo da Borborema" e "o Alvinegro de Campina Grande". É dono do único estádio particular capaz de receber jogos oficiais no estado, o Presidente Vargas, com capacidade inicial para 12.000 pessoas. O clube é conhecido por ter a maior torcida do estado da Paraíba. Seus principais titulos são o Torneio Paralelo de 1986 (divisão de acesso do braleirão, análogo á Série B) e a Taça Brasil Fase-Nordeste em 1966, além de 18 títulos estaduais, tendo ganho o de 1966 de forma invicta. Fez uma campanha de destaque na Copa do Brasil de 2005, onde chegou nas quartas de finais, eliminando equipes como Associação Desportiva São Caetano e Coritiba Foot Ball Club.
- Associação Desportiva Perilima
- Associação Atlética Leonel
- Grêmio Recreativo Serrano
- Serra Branca Esporte Clube

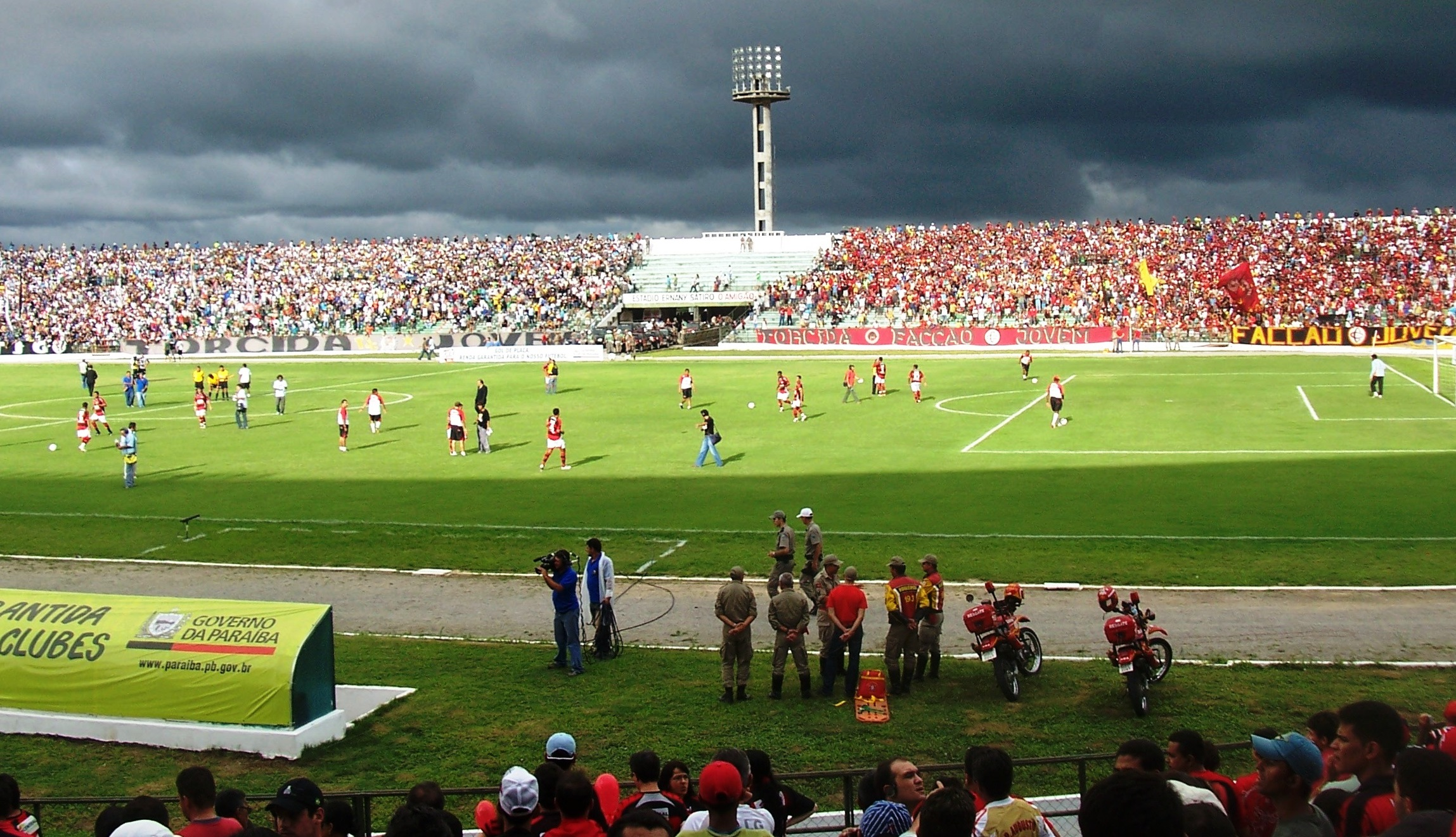
Estádio Governador Ernani Sátyro.

*Título não reconhecido oficialmente pela CBF
Rivalidade
Campinense e Treze já se enfrentaram 394 vezes, no chamado Clássico dos Maiorais. São mais de 50 anos de jogos de pura emoção. O "Galo da Borborema" superou a "Raposa" em 135 oportunidades. Os dois times empataram outras 154 vezes e a "Raposa" bateu o "Galo" 105 vezes. No total o Treze fez 445 gols e o Campinense outros 392 gols. A maior goleada do clássico é: Campinense 6 x 2 Treze no dia 30 de abril de 1969.
Atletas
- Givanildo Vieira de Sousa, mais conhecido como Hulk, atacante do Atlético Mineiro e da seleção brasileira.
- Mari Paraíba,  jogadora brasileira de voleibol
- Fábio Ferreira, ex-zagueiro do Botafogo, atualmente na Ponte Preta
- Antônio "Bigfoot" Silva - Lutador de MMA - UFC
- Bethe "Pittbull" Correia - Lutadora de MMA - UFC

### Estádios
- Estádio O Amigão — O Estádio Governador Ernani Sátyro, pertencente ao Governo da Paraíba, é o principal estádio da cidade, tendo sido inaugurado em 1975, junto ao Almeidão, de João Pessoa. Tem capacidade para 19.000 torcedores, e recebe a maioria dos jogos do Treze, Campinense e de outros times de Campina Grande e região, além de grandes jogos, como finais do Campeonato Paraibano e clássicos do futebol estadual, a exemplo do Clássico dos Maiorais, o Clássico Tradição e o Clássico Emoção. Também já recebeu a Seleção Brasileira, numa partida contra o Uruguai, no dia 25/11/1992, partida que terminou com vitória celeste por 2 a 1.
- Estádio Presidente Vargas – Estádio pertencente ao Treze Futebol Clube. Único estádio particular da Paraíba com condições de receber jogos oficiais, recebendo jogos oficiais do campeonato estadual e nacional, e funciona também como C.T. do Treze Futebol Clube. Com capacidade para 8.000 torcedores. Vizinha ao estádio há uma concentração para os atletas. É o maior e melhor estádio particular da Paraíba e um dos melhores do interior nordestino. Atualmente passa por ampliação de sua capacidade e por melhorias no acesso e segurança.
- Estádio Renato Cunha Lima –Estádio pertencente ao Campinense Clube, com capacidade para 5.000 torcedores, está sendo preparado para receber partidas oficiais em breve. O local abriga também a Concentração do Campinense, que em 2013 passou por uma grande reforma e hoje é uma das melhores do Nordeste.
- Estádio Municipal de Campina Grande - Estádio inaugurado no ano de 2016, pelo então prefeito da cidade Romero Rodrigues. O estádio fica localizado no distrito de Galante  e tem capacidade para 2.000.
- Estádio Romerão-Estádio Pertencente Ao Guarani Das Malvinas [clube de futebol amador]

### Ginásios
Campina Grande conta com alguns ginásios públicos: Ginásio do Complexo Esportivo Plínio Lemos, Ginásio BNB, Ginásio da AABB, Ginásio do Clube Campestre, Ginásio do Trabalhador, Ginásio "O Meninão", dentre outros.
Arena Unifacisa
Com um investimento de R$ 10 milhões a Arena Unifacisa foi inaugurada em agosto de 2017, com 1.300 metros quadrados, conta com estrutura diferenciada: piso de madeira maciça, com amortecedores para absorver os impactos, arquibancada retrátil para até 900 pessoas, que foi fabricada nos Estados Unidos e dois andares de camarotes, com capacidade para mais de 1.200 pessoas. Além do mais, o espaço em anexo conta com uma clínica-escola, onde funcionam os setores de fisioterapia, nutrição, psicologia e medicina do esporte, para toda os atletas do centro universitário.

## Transporte

### Rodoviário

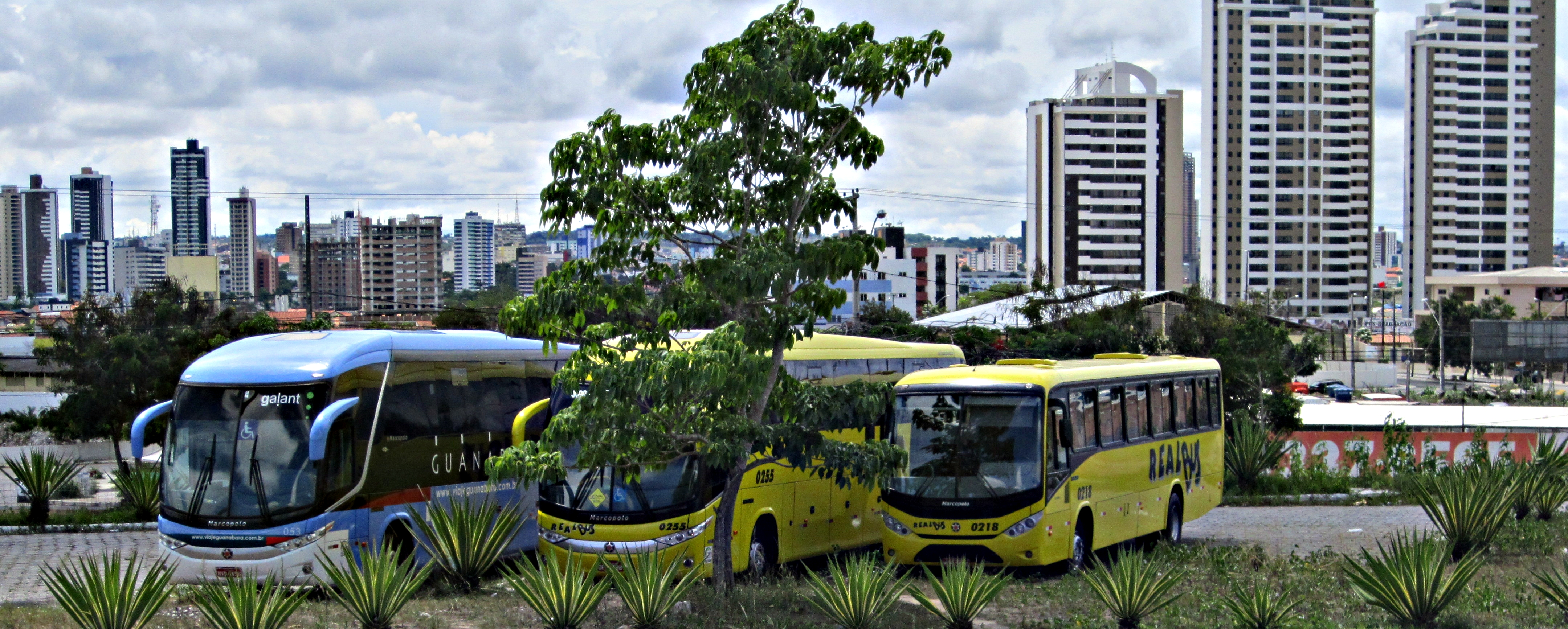
Pátio do Terminal Rodoviário de Campina Grande.

A cidade de Campina Grande possui um importante sistema rodoviário que possibilita sua interligação com as capitais,  principais centros do Nordeste e demais cidades do estado e da Região.  Normalmente, Campina Grande faz parte da maioria das rotas entre o interior (parte do Sertão e Agreste) e o litoral. Suas rodovias, totalmente asfaltadas, são composta pelas rodovias federais BR-104,  BR-230, BR-412 e conexões BR-230/104 e Alça Sudoeste, além de outras rodovias estaduais.

### Transporte interurbano

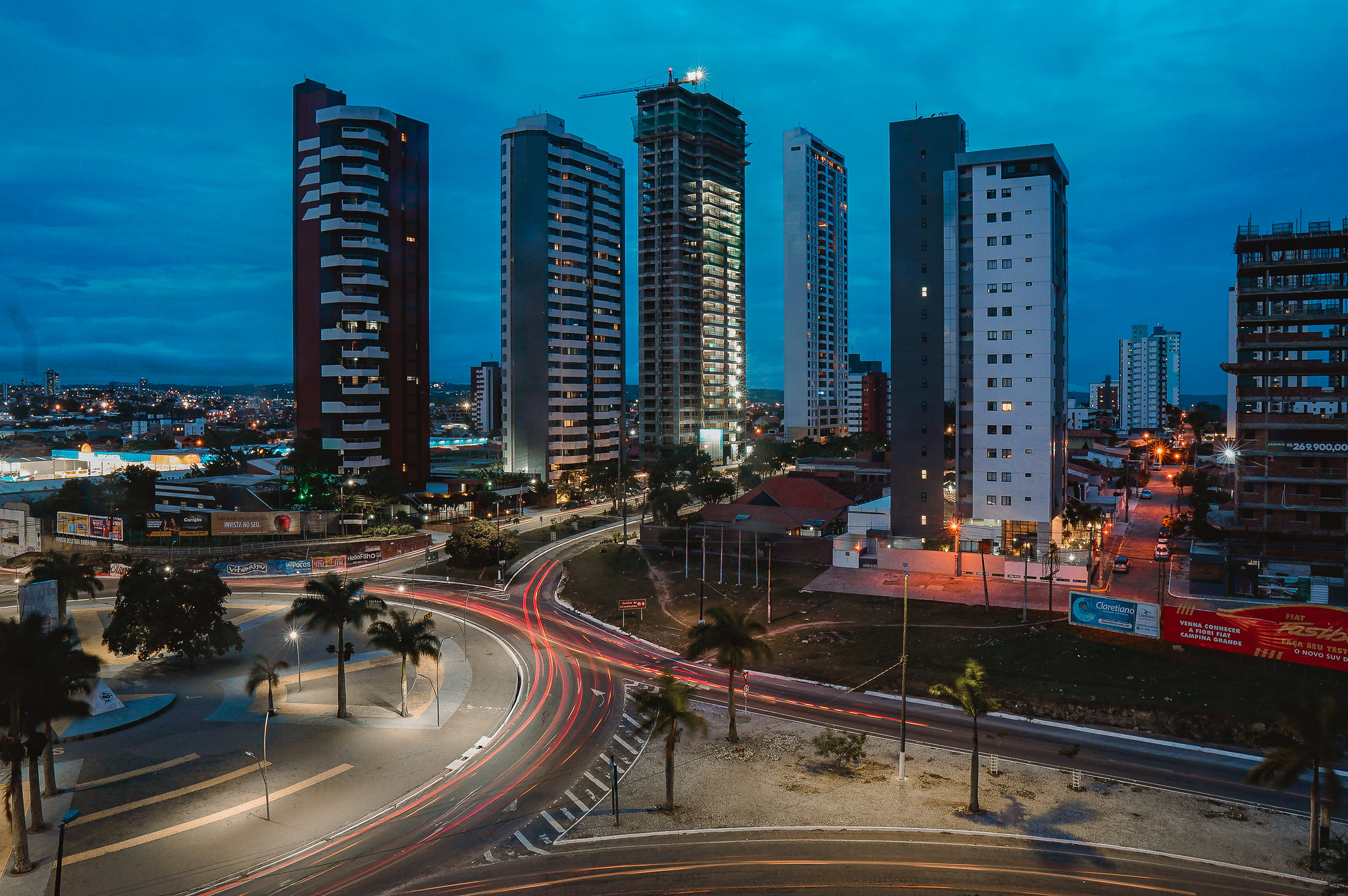
Campina Grande, na saída para João Pessoa.

Campina Grande dispõe de um moderno Terminal Rodoviário de Passageiros (o Terminal Rodoviário Argemiro de Figueiredo) conhecido popularmente por "Rodoviária Nova", que estabelece interligação com os mais importantes centros e capitais do Nordeste e de todo o país, registrando um grande fluxo diário de passageiros. O terminal possui 31 plataformas e várias lojas distribuídas no térreo e no primeiro andar, possuindo uma estrutura semelhante a um "rodoshopping".
Para dar suporte aos ônibus que fazem linhas intermunicipais de curta distância, a cidade dispõe ainda do Terminal Rodoviário Cristiano Lauritzen, popularmente conhecido como "Rodoviária Velha". Localizado no coração da cidade, a "Rodoviária Velha" foi durante muitos anos um polo econômico forte. Porém, houve uma queda enorme no fluxo de pessoas e passageiros na mesma com a inauguração do novo terminal de passageiros em 1985, localizado no bairro do Catolé.

### Transporte urbano
O sistema de transportes urbanos da cidade é gerenciado pela Superintendência de Trânsito e Transportes Públicos - STTP -, autarquia municipal de direito público, com autonomia administrativa e financeira. Entre  outras atribuições, cabe à STTP planejar, coordenar e executar o sistema viário de Campina Grande, além de controlar o sistema de transporte coletivo, moto-táxis e de táxi, no âmbito municipal.
No tocante ao atendimento, cerca de 95% da área do município é servida pelo sistema de transporte coletivo, com uma frota de mais de 200  ônibus urbanos, divididos em 38 linhas operadas por dois grandes consórcios. No processo licitatório foi estabelecido a repartição da cidade em "áreas" de atuação e as empresas que se propusessem a operar em cada área ficariam responsáveis por fazer a cobertura completa da linhas de ônibus da região. As linhas de ônibus são agrupadas em quatro grandes grupos: "Circulares" (percorrem mais de uma área da cidade em um trajeto circular), "Transversais" (ligam diferentes bairros passando pela região central), "Radiais" (ligam bairros periféricos ao centro da cidade pelas principais avenidas), e "Distritais" (ligam os distritos da cidade ao Centro).
Em 2007, deu-se início à construção do primeiro terminal do sistema integrado de ônibus, no Parque Evaldo Cruz (popularmente conhecido por "Açude Novo"). Foi também instalado o sistema de bilhetagem eletrônica em outubro de 2007. Em 2008, foi inaugurado o primeiro Terminal de Integração de Campina Grande, localizado no largo do Açude Novo. O sistema integra cerca de 90% das linhas de transporte coletivo nos sentidos centro-bairro e bairro-centro.. Na cidade há ainda um segundo terminal de passageiros ("Terminal do Chico Mendes") que compõe o sistema integrado de ônibus e está localizado no conjunto Chico Mendes, que faz parte do bairro das Malvinas (zona oeste da cidade).
Além dos transportes coletivos, a cidade tem a disposição cerca de 580 táxis e por volta de 977 mototaxistas cadastrados.

### Ferroviário
O Município é atendido pelo sistema de transporte ferroviário sob administração da Rede Ferroviária Federal (RFFSA), que faz a  interligação com várias cidades do estado, do litoral à zona sertaneja (inclusive sua capital, João Pessoa), com o porto de Cabedelo, além de outras capitais do Nordeste, em uma linha que percorre desde Propriá, em Sergipe, até São Luís, Maranhão. Parte da via férrea que corta a cidade acolherá um Veículo Leve Sobre Trilhos (VLT), que será implementado em quinze quilômetros dentro da zona urbana municipal, sendo chamado de VLT de Campina Grande.
Este tipo de transporte disponível é um grande reforço de infraestrutura, permitindo o escoamento de parte importante da produção do estado para outros centros de consumo e o barateamento dos custos de transporte.

### Aeroviário

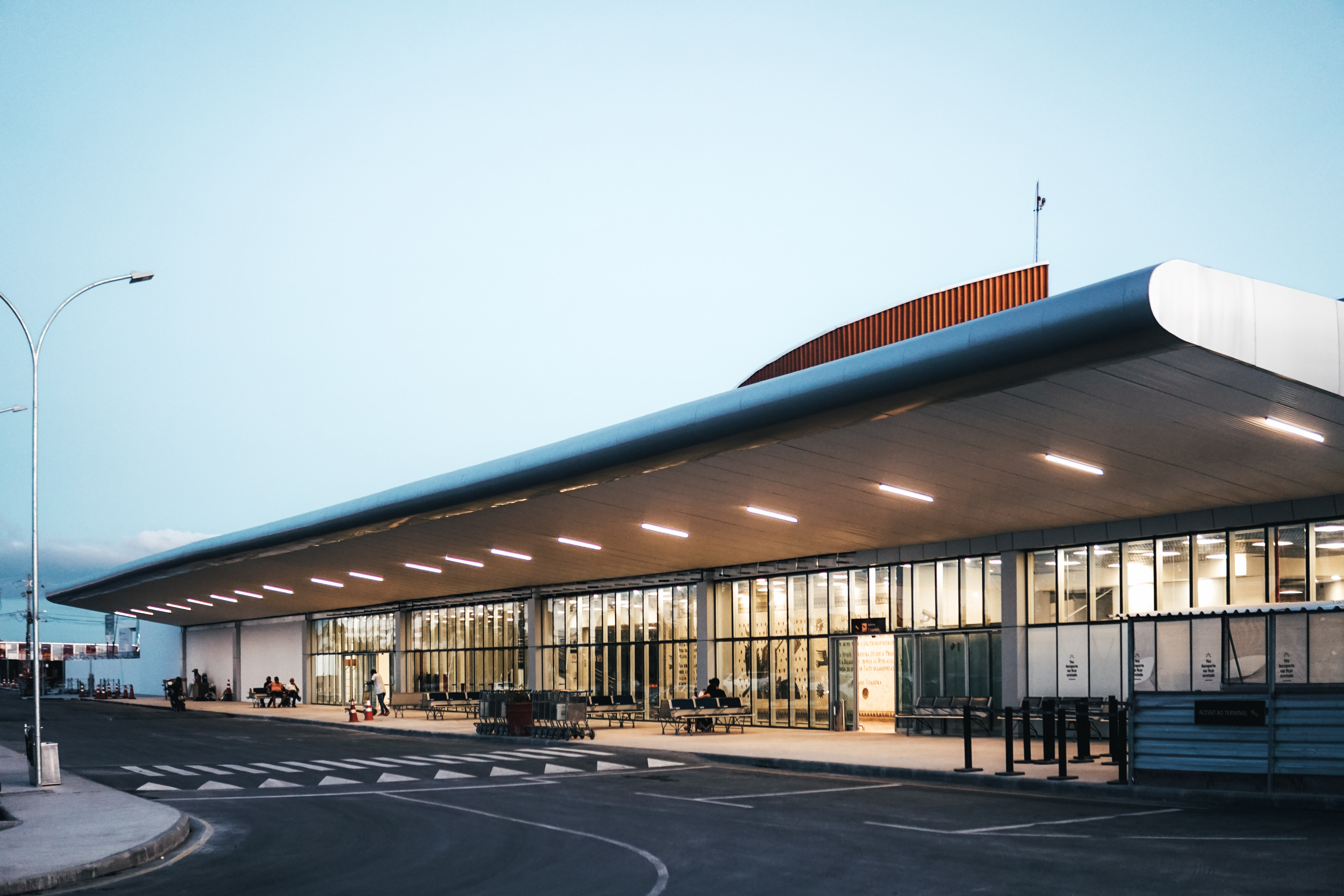
Fachada do Aeroporto Presidente João Suassuna.

O sistema de transporte aeroviário de Campina Grande dispõe do Aeroporto Presidente João Suassuna - com pista de 1600 m de extensão por 45 m de largura - que possui todo o serviço de infra-estrutura para o apoio e a segurança das aeronaves. Operando com tráfegos regular e não regular, conta com voos diários, interligando a cidade aos mais diversos centros e capitais do país. Operam no aeroporto as companhias Azul e Gol.
A cidade dispõe também do Aeroclube de Campina Grande, localizado no distrito de São José da Mata, que opera com aviões de pequeno porte, nas atividades comercial e de lazer.
Acidentes Aéreos
Em Campina Grande já ocorreram dois acidentes aéreos. O primeiro em 7 de outubro de 1948, onde um avião de pequeno porte, modelo Douglas DC-3, registro PP-LPB, da companhia Linhas Aéreas Paulista, caiu sobre um residência na rua Irineu Joffliy. Felizmente, não houve vítimas fatais.
O segundo acidente ocorreu em 5 de setembro de 1958, onde um avião comercial após sobrevoar a cidade e não conseguir pousar veio a cair no bairro do Serrotão. Nesse acidente faleceram 13 pessoas. A aeronave de modelo Curtiss C-46, registro PP-LDX da companhia Lóide Aéreo Nacional. Entre os sobreviventes, o então funcionário do Banco do Nordeste (e futuro trapalhão) Renato Aragão.

## Educação
História
Foi em 1822 que foi fundada a primeira escola em Campina Grande, numa época que a lei exigia o ensino da leitura, das quatro operações matemáticas básicas, noções de geometria prática, gramática do português e a religião católica. O primeiro professor da rede pública de Campina Grande foi Antonio José Gomes Barbosa.
Até o ano de 1849, só podiam  participar das escolas públicas em Campina Grande pessoas do sexo masculino. As primeiras escolas para mulheres foram criadas em 1857.
O primeiro grupo escolar da cidade foi o "Solon de Lucena", que existe até hoje. O prof. Clementino Procópio fundou a primeira escola privada em Campina Grande, a escola "São José". Depois disso, outras escolas particulares, como o colégio Pio XI, colégio Alfredo Dantas e, em 1931, o colégio Imaculada Conceição (DAMAS), todos existentes até hoje.
Em 1954, foi fundado o Colégio Estadual da Prata, também conhecido como "O Gigantão da Prata".
Atualmente
Campina Grande dispõe de uma ampla rede escolar e universitária que se destaca não só pela quantidade dos estabelecimentos públicos e privados existentes, mas pela extensão, desde o ensino fundamental até a pós-graduação, abrangendo várias áreas do conhecimento humano.

### Ensino fundamental e médio
Campina Grande possui o maior colégio estadual de ensino médio da região como também o segundo maior colégio do estado da Paraíba, o Colégio Estadual da Prata (Colégio Estadual Dr. Elpídio de Almeida), fundado em 1954, com capacidade de mais de 3500 alunos, que beneficia não somente estudantes campinenses, mas de diversas cidades. Campina também possui colégios particulares, dos quais podemos citar: o Espaço Educacional Carmela Veloso, o Colégio Motiva, o Colégio Virgem de Lourdes - Lourdinas, o Colégio Imaculada Conceição - DAMAS, o Colégio Panorama, o Colégio Djanira Tavares - CDT, o Colégio Alfredo Dantas - CAD, Colégio e Curso Petrônio Figueiredo e Colégio Autêntico (que estiveram dentre as 25 melhores médias do ENEM 2015-2016 da Paraíba).

### Ensino superior
Universidades públicas
Possui três universidades públicas (sendo um Polo EAD da UFPB) e um instituto federal. O Instituto Federal de Educação, Ciência e Tecnologia da Paraíba (IFPB) é uma instituição de ensino superior e técnico, pública e federal, que possui uma campus em Campina Grande. A instituição conta com os cursos superiores de Tecnólogo em Telemática, Tecnólogo em construção de edifícios e Licenciatura em Matemática, Licenciatura em Física, Licenciatura em Letras (EAD) e Bacharelado em Engenharia da Computação, além dos cursos técnicos integrados e subsequentes em Mineração, Manutenção e suporte em informática, Petróleo e gás, Química, Edificações e Informática. O IFPB também dispõe de  cursos do Pronatec entre outros cursos de extensão que é disponível para a comunidade interna e externa.  O início das atividades do IFPB em Campina Grande ocorreu no final de 2006, suas turmas pioneiras iniciaram suas atividades no início de 2007. O campus do IFPB - Campina Grande, está localizado no bairro Dinamérica nas proximidades do ginásio de esportes "O Meninão".

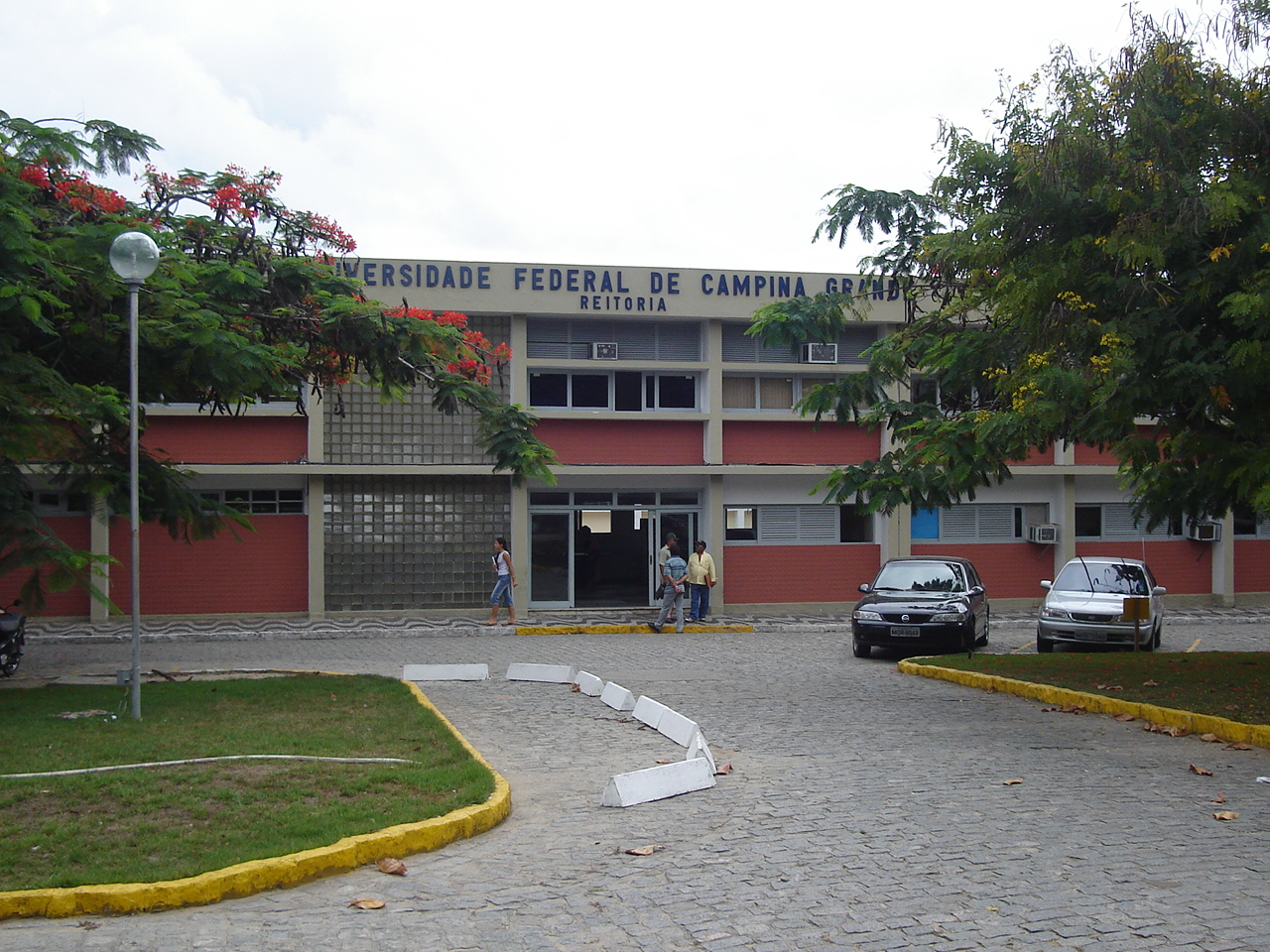
Edifício da reitoria da Universidade Federal de Campina Grande em 2006

A Universidade Federal de Campina Grande (UFCG) é uma instituição de ensino superior, pública e federal, fundada em 2002 como um desmembramento da UFPB. É considerada um dos pólos de desenvolvimento científico e tecnológico do Nordeste, onde realizam-se diversos cursos de pós-graduação, nos níveis de especialização de mestrado e doutorado. A universidade possui 95 cursos de graduação distribuídos em sete campi, localizados nas cidades de Campina Grande(sede), Pombal, Patos, Sousa, Cajazeiras, Cuité e Sumé no interior do estado.' O maior número de cursos de graduação, mestrado e doutorado estão localizados na sede da instituição. A UFCG é considerada uma das melhores instituições de ensino superior do Brasil e a sétima melhor universidade do nordeste. Na última avaliação do Ministério da Educação, obteve conceito 4 (de um máximo de 5) no Índice Geral de Cursos (IGC) o que a credencia como uma das mais prestigiadas instituições de ensino superior do país.

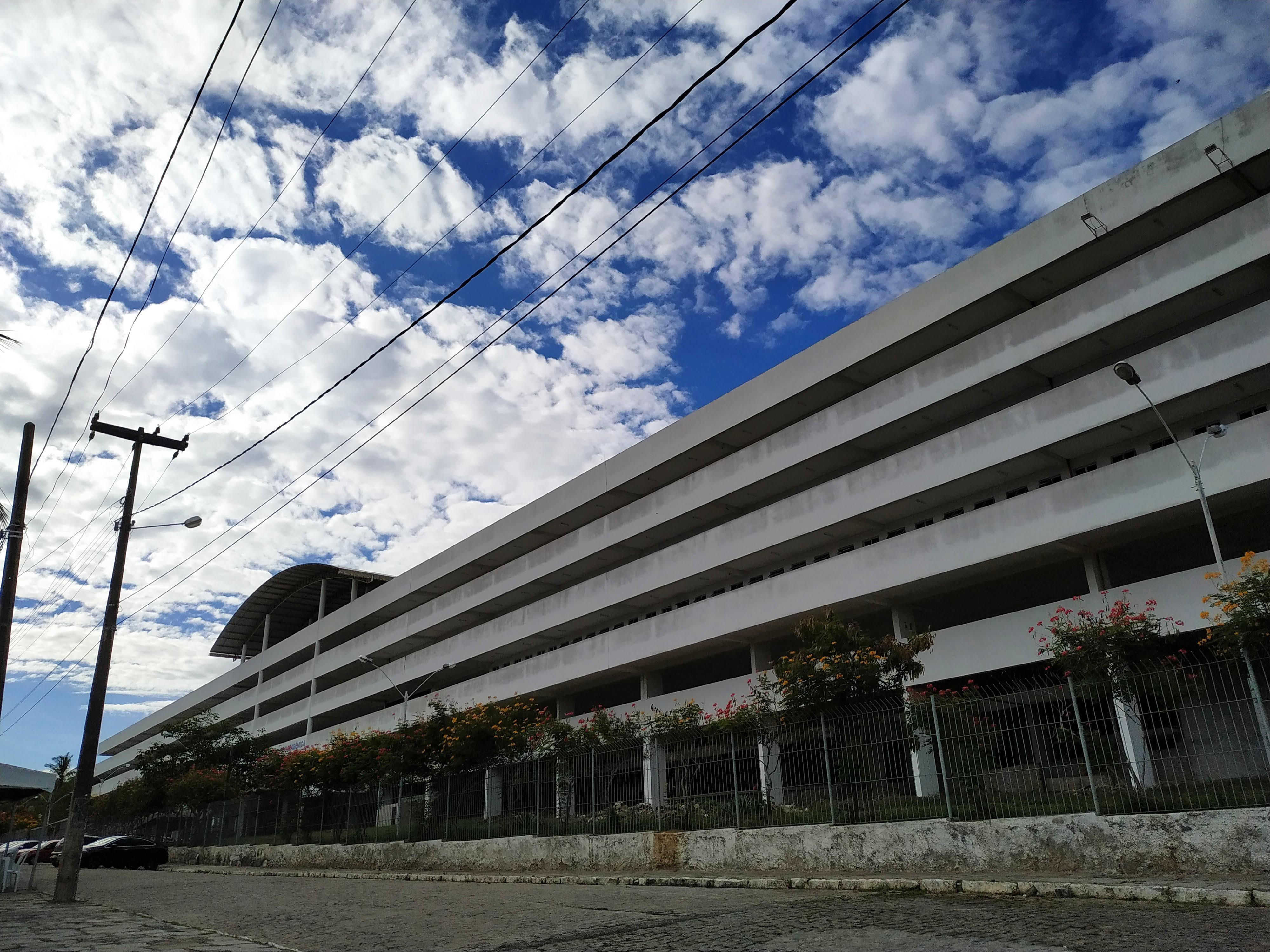
Central Acadêmica Paulo Freire, no Campus I, da Universidade Estadual da Paraíba, antigo Centro de Integração Acadêmica.

A Universidade Estadual da Paraíba (UEPB) possui sede em Campina Grande com outros campus em Lagoa Seca, Guarabira e Catolé do Rocha. Em 2006 foram inaugurados campi da universidade estadual em Monteiro, Patos e João Pessoa. Foi fundada em 11 de outubro de 1987 pelo então Governador da Paraíba, Tarcísio de Miranda Buriti, deixou de ser chamada de Universidade Regional do Nordeste para se transformar em Universidade Pública Estadual, reconhecida pelo Conselho Federal de Educação em 1996. A UEPB hoje possui cerca de 46 cursos de graduação,divididos em Licenciatura e Bacharelado, tais como Letras, Direito, Engenharia Sanitária e Ambiental, Odontologia, Filosofia, Geografia, Fisioterapia e Enfermagem. A UEPB oferece ainda 2 cursos de nível técnico e 17 programas de Pós-Graduação divididos em Mestrados Profissionais, Mestrados e Doutorados Acadêmicos e conta com aproximadamente 20 mil estudantes. Destacam-se os seguintes programas de Pós-Graduação: PPG em Literatura e Interculturalidade (Nota 04 na CAPES, nível Mestrado e Doutorado), PPG em Ecologia e Conservação, PPG em Odontologia, PPG em Serviço Social, PPG em Saúde Pública, PPG em Relações Internacionais entre outros. A Universidade destaca-se ainda por oferecer cursos de graduação na modalidade a distância (EAD) e conta com mais de 35 cursos de Especialização. A Pós-Graduação da UEPB está se consolidando a partir de parcerias com outros programas de pós-graduação, como UFRJ, UERJ, UFBA, UFPE e USP.
A Universidade Federal da Paraíba (UFPB) é uma instituição de ensino superior pública federal brasileira e possui um polo de núcleo de educação a distância (UFPB  Virtual) em Campina Grande. O Polo EAD da UFPB Campina Grande conta com os cursos de Licenciatura Plena em Matemática e Pedagogia.
Universidades particulares
Outras escolas de ensino superior, particulares, são:
- Faculdade de Ciências Sociais Aplicadas - UNIFACISA
- Faculdade de Ciências Médicas de Campina Grande - FCM
- Escola Superior de Aviação Civil - ESAC
- Faculdade Maurício de Nassau -  UNINASSAU
- Centro de Educação Superior Reinaldo Ramos - CESREI
- Faculdade Anglo-Americano
- Faculdade de Teologia e Filosofia da Católica - CATOLICA
- Universidade Corporativa da Indústria da Paraíba - UCIP
- Instituto Campinense de Ensino Superior - ICES
- União do Ensino Superior de Campina Grande - UNESC
- Faculdade Paulista de Tecnologia
- Universidade Estadual Vale do Acaraú UVA- UNAVIDA
- Universidade Paulista - UNIP
- Universidade Norte do Paraná - UNOPAR
- Fundação Universitária de Apoio ao Ensino, à Pesquisa e à Extensão - FURNE
- Faculdade SENAI de Tecnologia
- Faculdade Rebouças de Campina Grande - FRCG
- Centro Universitário de João Pessoa -  UNIPÊ

### Ensino profissional

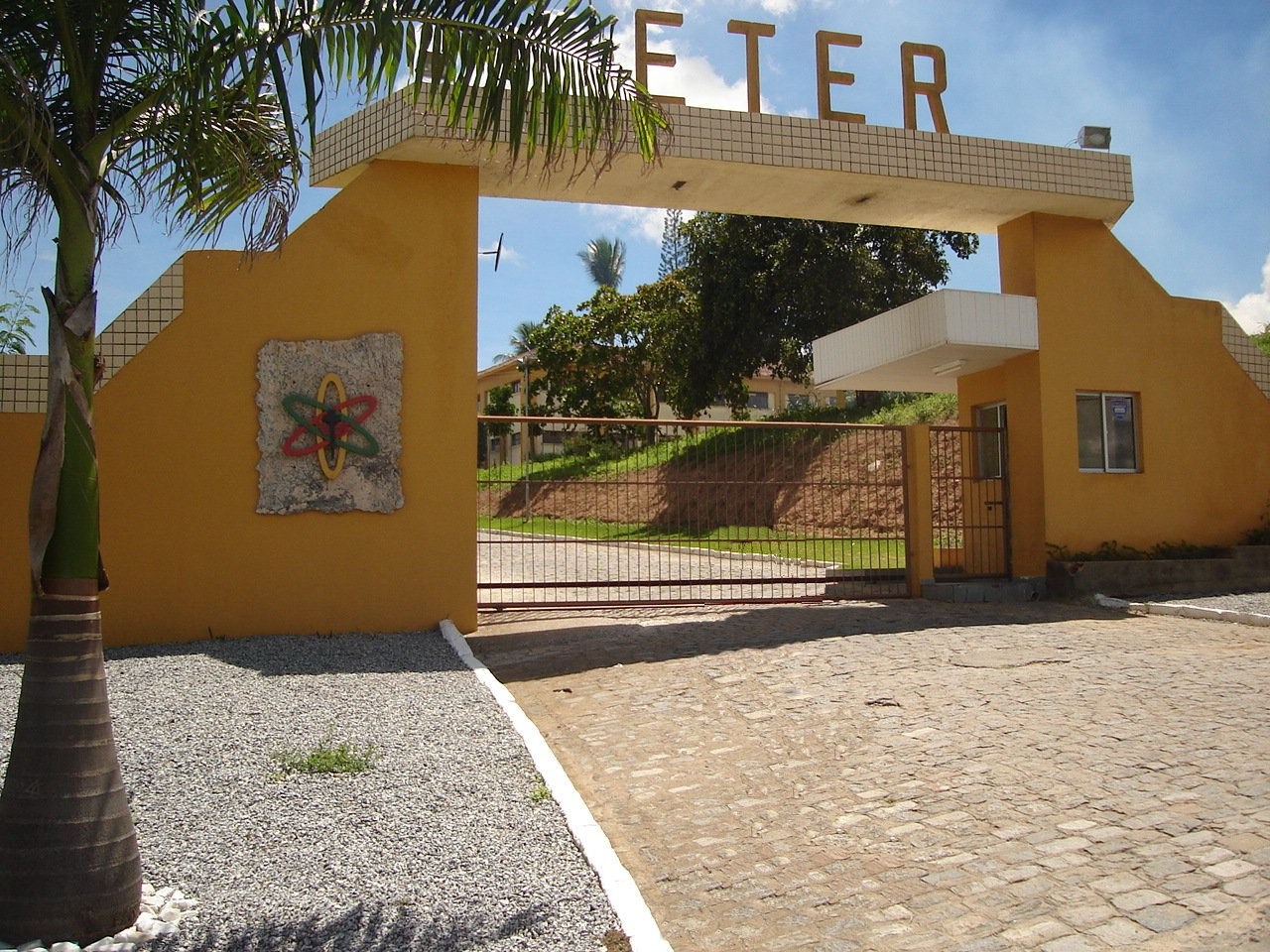
Portão de entrada da Escola Técnica Redentorista.

Existem instituições de ensino profissional, tanto públicas quanto privadas, capacitando ou treinando mão de obra especializada. Na parte técnica, uma escola bastante tradicional é a Escola Técnica Redentorista com cursos técnicos nas áreas de Segurança do Trabalho, Informática, Eletrônica e Telecomunicações. O IFPB - Instituto Federal de Educação, Ciência e Tecnologia da Paraíba oferece cursos técnicos nas áreas de Informática, Química, Edificações, Petróleo e Gás, Mineração, Petróleo e Gás, Manutenção e suporte em informática e curso superior em Telemática, Matemática, Física e Construção de edifício. Instituições como SESI e SENAI oferecem o curso técnico em Eletroeletrônica e o profissionalizante.
Em 2003, de acordo com o IBGE, existiam 80.427 alunos matriculados para o ensino fundamental para 3688 professores e 19 764  alunos de ensino médio para 1108 professores.

## Saúde
Campina Grande conta com 17 grandes hospitais dentre hospitais municipais, particulares e regionais (há ainda o HELP, que se encontra em construção)
, 71 unidades básicas de saúde (UBS), três centros de referência de saúde, duas Unidades de Pronto-Atendimento (UPAs), além do Serviço Municipal de Saúde.

## Cidades-irmãs
- Cubatão, São Paulo, Brasil;

 - Zhaoqing, Guangdongno, China.